# Barcelona
Barcelona (wym. katal. [bərsəˈɫonə], wym. hiszp. [barθeˈlona]) – miasto w północno-wschodniej Hiszpanii, nad Morzem Śródziemnym, około 110 km na południe od grzbietu Pirenejów i granicy hiszpańsko-francuskiej. Stolica prowincji o tej samej nazwie oraz wspólnoty autonomicznej Katalonii. Drugie co do wielkości miasto Hiszpanii, z liczbą mieszkańców wynoszącą 1 620 809 wewnątrz centrum administracyjnego. Zespół miejski Barcelony wykracza poza centrum administracyjne, z liczbą ludności wynoszącą 4 588 000, jest piątym co do wielkości zespołem miejskim w Unii Europejskiej. Cała metropolia ma około 5 milionów mieszkańców.
Założona jako rzymskie miasto w starożytności, w średniowieczu Barcelona stała się stolicą Hrabstwa Barcelony i Marchii Hiszpańskiej. Dziś miasto jest jednym z najważniejszych na świecie turystycznych, gospodarczych, targowo-wystawienniczych i kulturalno-sportowych centrów, stając się metropolią o znaczeniu globalnym. Barcelona jest dużym węzłem komunikacyjnym z jednym z największych portów morskich w Europie, międzynarodowym lotniskiem, które obsłużyło w 2019 roku ponad 52 miliony pasażerów, rozbudowaną siecią autostrad i linii kolei dużych prędkości, z połączeniem do Francji i reszty Europy. Była też gospodarzem letnich igrzysk olimpijskich 1992.

## Geografia

### Położenie
Barcelona znajduje się na północno-wschodnim wybrzeżu Półwyspu Iberyjskiego i Hiszpanii, nad Morzem Śródziemnym, około 110 km na południe od grzbietu Pirenejów i granicy hiszpańsko-francuskiej. Od zachodu ograniczona jest masywem górskim Serra de Collserola, z najwyższym szczytem Tibidabo o wysokości 512 m n.p.m. W południowej części miasta góruje wzgórze Montjuïc o wysokości 173 m n.p.m. Na północy ograniczona jest przez rzekę Besòs, natomiast na południu przez rzekę Llobregat.

### Klimat
Barcelona znajduje się w strefie klimatu subtropikalnego na pograniczu typu subtropikalnego-wilgotnego i śródziemnomorskiego, z łagodnymi zimami i ciepłymi latami. Średnia roczna temperatura wynosi 20–21 °C w dzień i 11–15 °C w nocy.

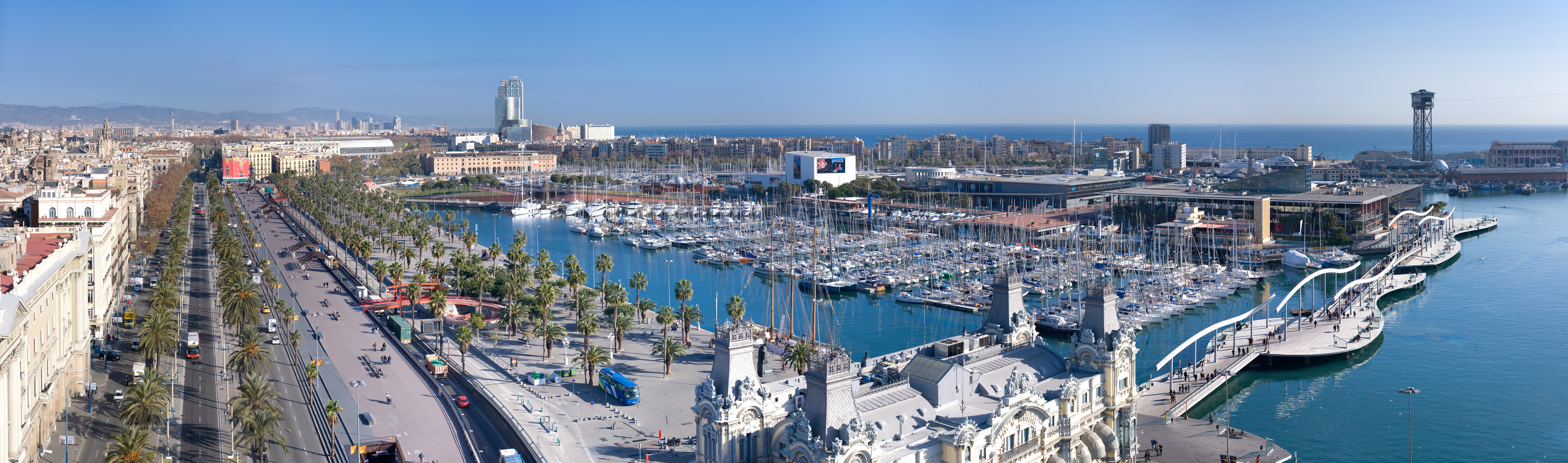
Panorama miasta od strony portu w styczniu

Średnia temperatura trzech najchłodniejszych miesięcy – grudnia, stycznia i lutego wynosi około 14 °C w dzień i 5 °C w nocy na wybrzeżu oraz 15 °C w dzień i 9 °C w nocy w centrum miasta, zima pod względem temperatury i nasłonecznienia przypomina kwiecień i październik w Polsce. W najchłodniejszym miesiącu roku – styczniu, temperatury wynoszą zwykle od 10 do 18 °C w ciągu dnia, od 2 do 10 °C w nocy, a średnia temperatura morza wynosi 13 °C. Sezon z letnimi temperaturami trwa pół roku, od maja do października. W najcieplejszym miesiącu roku – sierpniu, temperatury wynoszą zwykle od 25 do 31 °C w ciągu dnia, ponad 20 °C w nocy, a średnia temperatura morza wynosi 25 °C. Temperatury powyżej 30 °C występują w kilkunastu dniach rocznie, głównie w lipcu i sierpniu. Dwa miesiące – kwiecień i listopad mają charakter przejściowy, ze średnią temperaturą około 18 °C w ciągu dnia i 10 °C podczas nocy, pod względem temperatury i nasłonecznienia przypominają maj i wrzesień w Polsce. Najwyższa odnotowana temperatura to 37,4 °C na wybrzeżu i 38,2 °C w centrum, natomiast najniższą zanotowaną temperaturą było −8,0 °C na wybrzeżu i –1,0 °C w centrum miasta.
Barcelona ma tylko nieco ponad 50 dni deszczowych rocznie przy opadach ⩾1 mm, 72–79 dni deszczowych rocznie przy opadach ⩾0,1 mm, ze średnią kilka dni deszczowych w miesiącu. Opady wahają się średnio od 2–3 dni w lipcu do 6–9 dni deszczowych w październiku. Średnia roczna wilgotność wynosi 72%, od 67% w lipcu do 73% w październiku. Miasto ma 2500–2600 godzin czystej słonecznej pogody rocznie, od 140 h (średnio 4,5 godziny dziennie, około 4 razy więcej niż w Polsce) w grudniu do około 300 h (średnio 10 godzin czystego słońca na dobę, około 1/5 więcej niż w Polsce) w lipcu.
| Miesiąc | Sty  | Lut  | Mar  | Kwi  | Maj  | Cze  | Lip  | Sie  | Wrz  | Paź  | Lis  | Gru  | Roczna |
| --- | ---- | ---- | ---- | ---- | ---- | ---- | ---- | ---- | ---- | ---- | ---- | ---- | ------ |
| Średnie temperatury w dzień [°C]                                                                                 | 14,8 | 15,6 | 17,4 | 19,1 | 22,5 | 26,1 | 28,6 | 29,0 | 25,6 | 22,5 | 17,9 | 15,1 | 21,2   |
| Średnie dobowe temperatury [°C]                                                                                  | 11,8 | 12,4 | 14,2 | 15,8 | 19,3 | 23,0 | 25,8 | 26,1 | 23,0 | 19,5 | 14,9 | 12,3 | 18,2   |
| Średnie temperatury w nocy [°C]                                                                                  | 8,8  | 9,3  | 10,9 | 12,5 | 16,1 | 19,8 | 22,7 | 23,1 | 20,0 | 16,5 | 11,9 | 9,5  | 15,1   |
| Opady [mm] | 43,7 | 31,4 | 33,0 | 47,7 | 47,4 | 25,5 | 25,1 | 40,8 | 81,9 | 96,5 | 45,1 | 46,8 | 565    |
| Średnia liczba dni z opadami                                                                                     | 7,0  | 5,0  | 6,2  | 7,9  | 7,5  | 5,5  | 3,1  | 5,8  | 8,0  | 9,0  | 6,6  | 7,0  | 78,5   |
| Średnie usłonecznienie [h]                                                                                       | 151  | 163  | 206  | 228  | 250  | 266  | 305  | 278  | 229  | 182  | 145  | 141  | 2591   |
| Źródło: Ayuntamiento de Barcelona (liczba dni z opadami dla wartości 0,1 mm, 1987–2010), AEMET (nasłonecznienie) |      |      |      |      |      |      |      |      |      |      |      |      |        |

| Sty  | Lut  | Mar  | Kwi  | Maj  | Cze  | Lip  | Sie  | Wrz  | Paź  | Lis  | Gru  | Rok  |
| ---- | ---- | ---- | ---- | ---- | ---- | ---- | ---- | ---- | ---- | ---- | ---- | ---- |
| 13,4 | 13,1 | 13,3 | 15,0 | 18,1 | 21,9 | 23,9 | 25,2 | 24,1 | 21,8 | 18,3 | 15,4 | 18,6 |

## Toponimia
Nazwa Barcelona pochodzi od starożytnego iberyjskiego Baŕkeno, poświadczonego na starożytnej monecie, na której z prawej strony znajduje się inskrypcja w alfabecie iberyjskim jako . W źródłach starogreckich pojawia się jako Βαρκινών (Barkinṓn), natomiast po łacinie jako Barcino, Barcilonum oraz Barcenona.
Inne źródła sugerują, że miasto mogło zostać nazwane na cześć kartagińskiego wodza Hamilkara Barkasa, który rzekomo miał je założyć w III wieku p.n.e., jednak brak dowodów na to, by jego starożytna nazwa Barcino miała jakikolwiek związek z rodziną Barkidów, do której należał Hamilkar.
Miasto określane jest także w języku katalońskim jako Ciutat Comtal, a w hiszpańskim jako Ciudad Condal (czyli „Miasto Hrabiów”), co odnosi się do jego historycznej roli jako siedziby hrabiego Barcelony.

## Historia
Barcelona została założona przez Fenicjan. Powstała w starożytności (III wiek p.n.e.) jako kolonia rzymska, rozwinęła się jako jedna z najważniejszych republik kupieckich w basenie Morza Śródziemnego. Pozostałości po zbudowanych wtedy murach obronnych przetrwały w Dzielnicy Gotyckiej. Przejściowo zajęta przez Kartagińczyków (Hamilkar Barkas), a po drugiej wojnie punickiej przeszła ponownie pod panowanie rzymskie. Po upadku Rzymu zdobyta w 406 r. przez Swebów i Wandalów, a w 416 r. przez Wizygotów, którzy utworzyli w Hiszpanii własne państwo. Przez krótki czas Barcelona była stolicą państwa Wizygotów.
W roku 712 Barcelona została opanowana przez Maurów. Przez blisko 100 lat znajdowała się pod ich panowaniem. W 801 r. zdobyta przez syna Karola Wielkiego, Ludwika, została stolicą Marchii Hiszpańskiej, która była buforem między państwem Karola Wielkiego a państwami Maurów. W latach 874–1137 Barcelona była stolicą niezależnego hrabstwa. Później została stolicą Królestwa Aragonii. Po zjednoczeniu z Kastylią w 1479 r. jej znaczenie spadło. W czasie wojny o sukcesję hiszpańską w latach 1705–1714 Barcelona została ufortyfikowana przez wojska angielskie. W czasie wojen napoleońskich w Hiszpanii w latach 1808–1814 Barcelona była kilkakrotnie widownią walk. Miasto przeżyło burzliwy rozwój handlu i przemysłu w XX wieku.
W czasie wojny domowej w Hiszpanii miasto kilkukrotnie stało się areną działań wojennych. 19 lipca 1936 r. zrewoltowany tłum pod wodzą anarchistów z Iberyjskiej Federacji Anarchistycznej nie dopuścił do zajęcia miasta przez puczystów gen. Franco. Następnie w Barcelonie formowano milicje, które prowadziły walkę na froncie aragońskim. W maju 1937 r. doszło do starć między anarchistami a wspierającymi komunistów żołnierzami (Dni majowe w Barcelonie). Miasto zostało zdobyte przez frankistów 26 stycznia 1939. Po wojnie domowej stało się centrum oporu republikanów i świadomości narodowej Katalończyków.
Współczesna koncepcja urbanistyczna Barcelony została opracowana przez znanego teoretyka architektury Ildefonsa Cerdę (uważanego za „ojca” urbanistyki, autora Ogólnej Teorii Urbanizacji). Stworzono ją na potrzeby rozpisanego przez władze w 1858 konkursu architektonicznego. Projekt Cerdy zajął w nim drugie miejsce, przegrywając z koncepcją Roviry i Triasa. Do realizacji zwycięskiego projektu nigdy nie doszło, zaś kilka miesięcy później na mocy dekretu królewskiego zdecydowano o wdrożeniu planu Ildefonsa Cerdy, co miało duży wpływ na dzisiejszy obraz miasta. Cerdà zaprojektował sieć ulic na module kwadratu, ulice podstawowej siatki mają jednakową szerokość 20 m, a bloki miejskie – 113 × 113 m, przy czym każdy blok ma ścięte narożniki, przez co skrzyżowania tworzą atrakcyjne place wzbogacone małą architekturą w postaci fontann i pomników oraz drzew.
17 sierpnia 2017 w mieście miał miejsce zamach terrorystyczny, do którego przyznało się tzw. Państwo Islamskie. W jego wyniku zginęło 14 osób, a ok. 130 zostało rannych.

## Demografia
Barcelona liczy 1 620 809 mieszkańców wewnątrz centrum administracyjnego na powierzchni 101,4 km². Strefa miejska Barcelony (ang. Urban Zone) ma 4 440 629 mieszkańców według danych Eurostatu. Zespół miejski liczy 4 588 000 mieszkańców, będąc piątym co do wielkości zespołem miejskim w Unii Europejskiej po Paryżu, Zagłębiu Ruhry, Madrycie i Mediolanie. Według danych hiszpańskiego Ministerstwa Rozwoju tzw. Wielki Zespół Miejski Barcelony (hiszp. Grande Área Urbana) ma 5 030 679 mieszkańców na powierzchni 3271 km², w latach 2001–2011 nastąpił wzrost ludności o 639 483 osób, co stanowi wzrost o 14,5%. Cała metropolia miejska Barcelony (obszar metropolitalny) ma około 5 milionów mieszkańców, według różnych źródeł: według Brookings Institution ma 4 730 300 mieszkańców, według Ajuntament de Barcelona – 4 777 042, według Organizacji Współpracy Gospodarczej i Rozwoju – 4 900 000; według Idescat, instytutu statystycznego Katalonii – 5 029 181 mieszkańców; według World Gazetteer – 5 407 264; według Departamentu Spraw Gospodarczych i Społecznych ONZ – 5 083 000; według Europejskiego Urzędu Statystycznego (Eurostat) – 5 474 482.
Populacja samego miasta stanowi 3,4% populacji Hiszpanii, natomiast populacja całej metropolii stanowi 10,1% wszystkich mieszkańców Hiszpanii. Gęstość zaludnienia miasta Barcelony to 15 813 osób na kilometr kwadratowy, natomiast gęstość zaludnienia całej metropolii to 1473 osób na kilometr kwadratowy. Barcelona jest głównym zespołem miejskim megalopolis o liczbie ludności wynoszącej 25 milionów mieszkańców położonego w północno-zachodniej części Morza Śródziemnego.
Ponad 280 tysięcy mieszkańców, co stanowi 17,4% populacji centrum administracyjnego Barcelony, to osoby urodzone poza Hiszpanią. Wśród osób urodzonych w Europie, najwięcej imigrantów pochodzi z Włoch (22 909 osób), Francji (11 922 osób), Rumunii (6 906 osób), Niemiec (6 582 osób) i Wielkiej Brytanii (5 753 osób). Łącznie z Europy pochodzi 87 193 osób, czyli 30,9% wszystkich imigrantów. Z Ameryki (głównie z Ameryki Łacińskiej) pochodzi 39,4% imigrantów. Z pozostałych części świata pochodzi łącznie 29,6% imigrantów.
W 1900 roku Barcelonę zamieszkiwało 533 tys. ludzi. Liczba ta rosła powoli do 1950 roku, kiedy do Barcelony zaczęli przyjeżdżać ludzie z mniej uprzemysłowionych regionów Hiszpanii. Najwięcej mieszkańców Barcelona miała w 1979 roku: 1 906 998 osób.

## Gospodarka

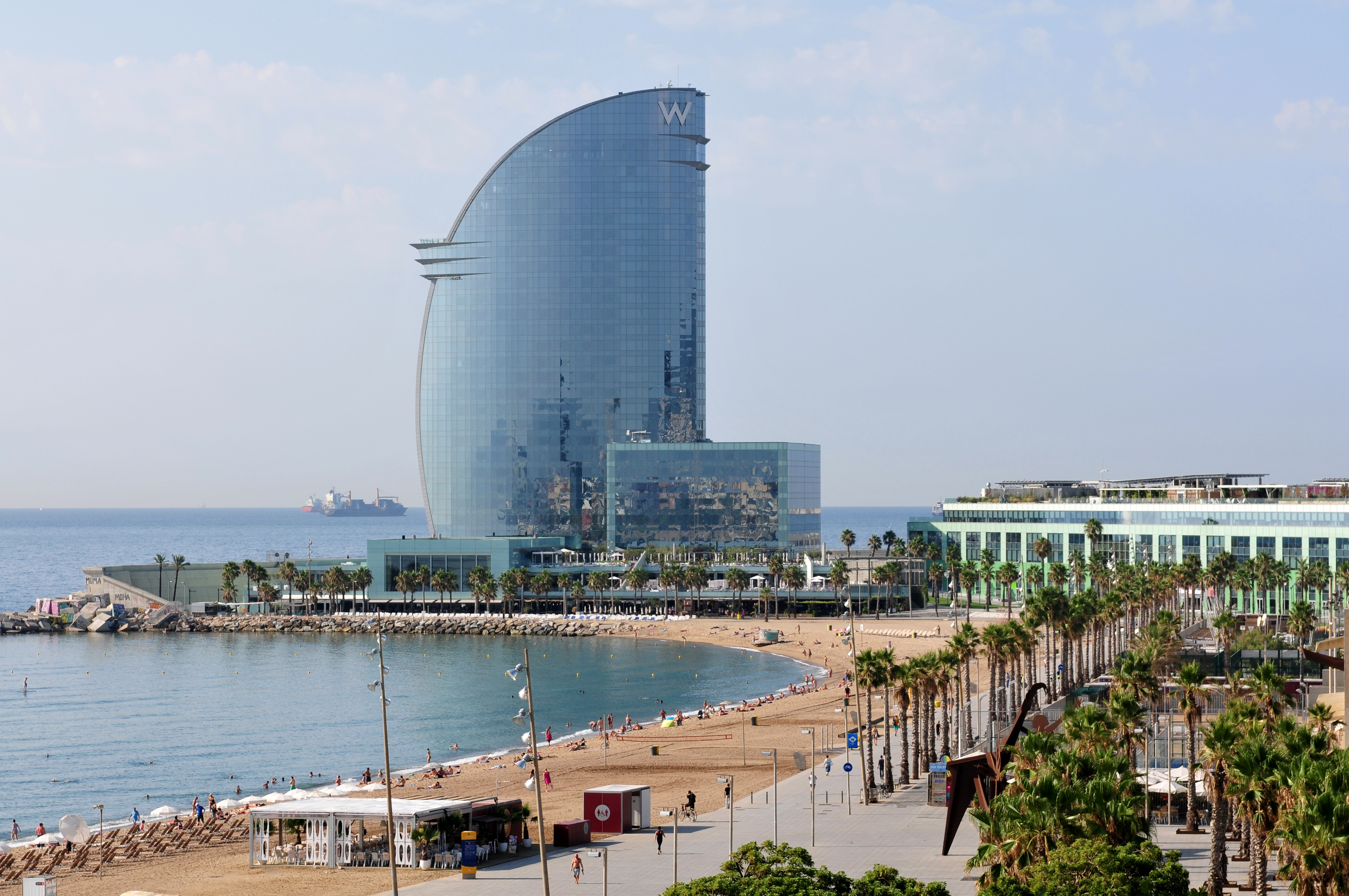
W Barcelona, jeden z symboli miasta

### Charakterystyka
Barceloński obszar metropolitalny obejmuje 63,4% mieszkańców jednego z najbogatszych regionów w Południowej Europie – Katalonii, gdzie produkt krajowy brutto (PKB) wynosi 200 miliardów euro (37% PKB Polski), natomiast PKB na mieszkańca wynosi €28 400 (13% więcej niż średnia w UE, 48% więcej niż Polska). Barcelona jest jedną z największych potęg gospodarczych w Unii Europejskiej, jej produkt miejski brutto (PMB) wynosił w 2008 roku 177 miliardów dolarów, natomiast w 2012 wynosił 171 miliardów dolarów, klasyfikując się na 6. miejscu w Europie po Londynie, Paryżu, Moskwie, Madrycie i Stambule. W Barcelonie działa 174 926 firm, co stanowi 5,4% wszystkich firm działających na terenie Hiszpanii, w prowincji Barcelona działa 453 485 firm, co stanowi 14% wszystkich firm działających na terenie Hiszpanii. Procentowy podział gospodarczy: agroturystyka – 0% w mieście i 0,1% w obszarze metropolitalnym, przemysł odpowiednio 8,8% i 16,1%, budownictwo odpowiednio 3,5% i 4,8%, usługi odpowiednio 87,7% i 79,1%. Bezrobocie w mieście Barcelona w czerwcu 2022 roku wynosiło 6,84%, natomiast w całej prowincji Barcelona w 2021 roku bezrobocie wynosiło 10,1%.
W badaniach dotyczących jakości życia, Barcelona uplasowała się na 24. miejscu wśród miast świata w 2015 roku według magazynu Monocle i na 42. miejscu wśród miast świata w 2017 roku według Mercer (tuż za Londynem i Mediolanem, przed Lizboną i Nowym Jorkiem). W 2009 roku Barcelona była czwartym miastem pod względem warunków dla biznesu i najszybciej rozwijającą się europejską metropolią ze wzrostem gospodarczym wynoszącym 17% rocznie. W tym roku Barcelona była także trzynastym pod względem innowacyjności miastem na świecie. Barcelona została uznana za Miasto Przyszłości Południowej Europy 2014/15, w oparciu o jej potencjał gospodarczy. Barcelona znajduje się na 7. miejscu wśród miast świata w rankingu dotyczącym chęci cudzoziemców do wyjazdu i pracy do konkretnego miasta na świecie oraz na 8. miejscu wśród najbardziej imprezowych miast na świecie.

### Przemysł

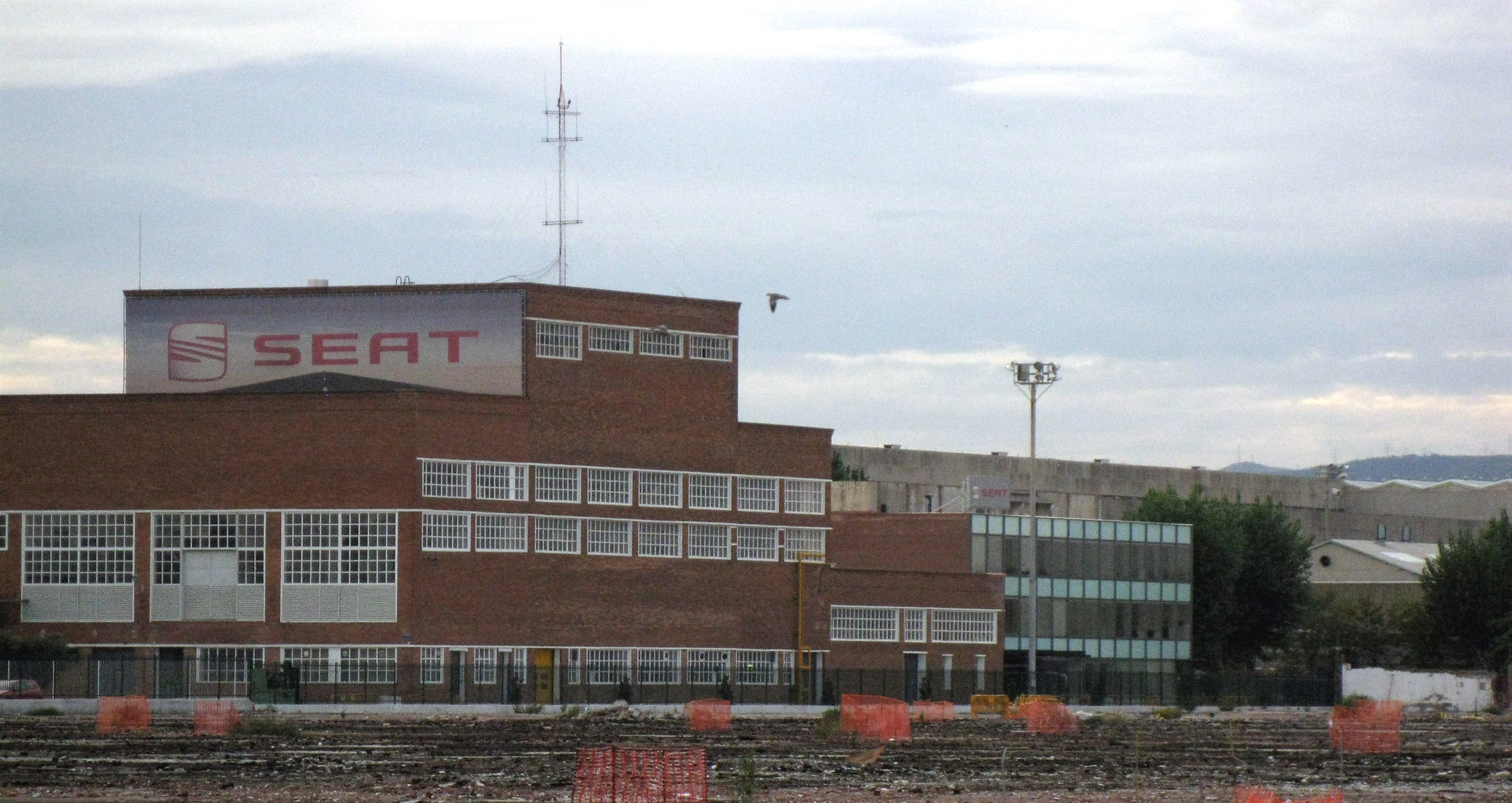
Fabryka SEAT-a

Sektor przemysłowy obejmuje 8,8% wszystkich pracowników w mieście, 16,1% w obszarze metropolitalnym Barcelony i 17,8% w regionie. W obszarze metropolitalnym Barcelony znajduje się 65,9% wszystkich zakładów przemysłowych Katalonii. Głównymi gałęziami przemysłowymi w Barcelonie są: przemysł samochodowy, farmaceutyczny, chemiczny, spożywczy, elektryczny, papierniczy oraz przetwarzania odpadów.
Barcelona była i jest dużym ośrodkiem przemysłu motoryzacyjnego. Od początku XX wieku w Barcelonie działało kilkadziesiąt producentów motoryzacyjnych, do największych należały m.in. Ebro, Hispano-Suiza i Pegaso. Obecnie w obrębie rejonu Barcelony działa największy hiszpański producent motoryzacyjny SEAT, a także fabryka Nissana, jak również Montesa Honda – jednostka zależna Hondy. Działa tu także fabryka skuterów, motorowerów, motocykli i quadów Derbi oraz fabryka motocykli Sherco. Działają tu również fabryki części samochodowych, np. Denso. Znajduje się tu również zakład produkcyjny oraz centrum badawczo-rozwojowe taboru tramwajowego Alstom oraz Galactic Suite Limited, przedsiębiorstwo przemysłu kosmicznego.
W rejonie Barcelony działają też znani producenci z innych branż, np. producent sanitariów Roca, producent odzieży Mango czy producent lizaków Chupa Chups.

### Targi i wystawy

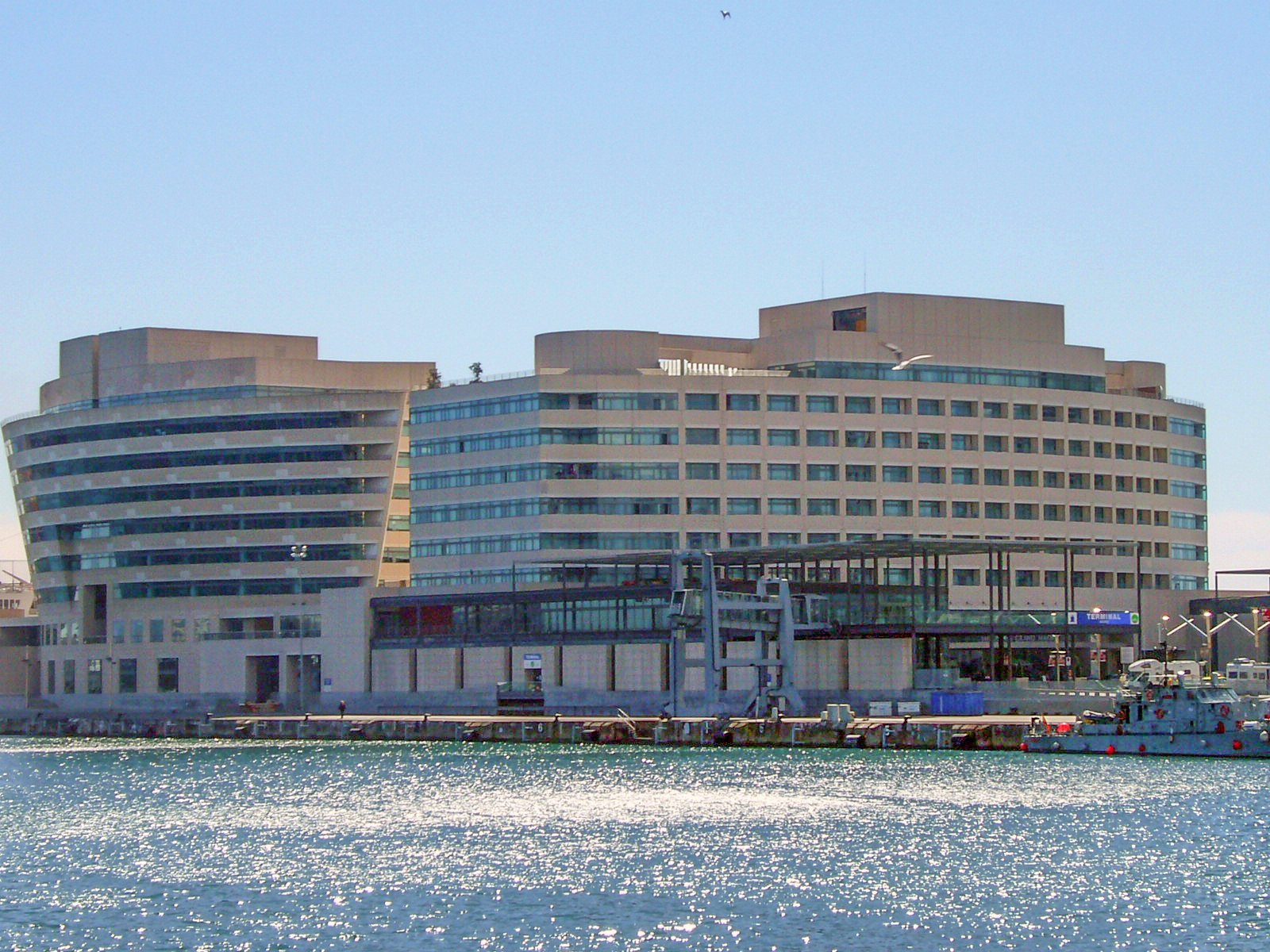
World Trade Center Barcelona

Borsa de Barcelona to giełda papierów wartościowych znajdująca się w Barcelonie.
World Trade Center Barcelona to centrum handlu światowego.
Fira de Barcelona to jedno z największych centrów targowo-wystawienniczych i kongresowych w Europie. Odbywa się tu kilkadziesiąt imprez rocznie, w tym Mobile World Congress. Całkowita powierzchnia wystawowa wynosi 405 000 m² (41 ha).
W Barcelonie dwa razy odbyła się wystawa światowa Expo – w 1888 i 1929 roku, a także światowej klasy konferencje takie jak Universal Forum of Cultures 2004 czy World Urban Forum 2004.
Miasto jest na piątym miejscu na świecie w ilości organizowanych co roku międzynarodowych spotkań kongresowych.
Od 2005 do 2009 roku miasto było gospodarzem prestiżowego pokazu mody Bread and Butter tradeshow. Od 2009 roku w mieście dwa razy w roku organizowane są międzynarodowe pokazy mody The Brandery. Obecnie Barcelona jest piątą stolicą mody po Nowym Jorku, Paryżu, Londynie i Los Angeles.

### Turystyka
Barcelona to międzynarodowe centrum turystyczne, z licznymi terenami rekreacyjnymi, rozwiniętą infrastrukturą turystyczną, najlepszymi plażami miejskimi na świecie, z łagodnym i ciepłym klimatem śródziemnomorskim, wieloma zabytkami z różnych epok, w tym dziewięcioma obiektami światowego dziedzictwa UNESCO. W 2011 roku Barcelonę odwiedziło 7 390 777 turystów. W 2017 roku Barcelona była 23 miastem pod względem liczby przyjazdów turystów na świecie i szóstym w Europie po Londynie, Paryżu, Rzymie, Stambule i Pradze z 7,6 milionem turystów w ciągu roku.

## Transport

### Transport kolejowy

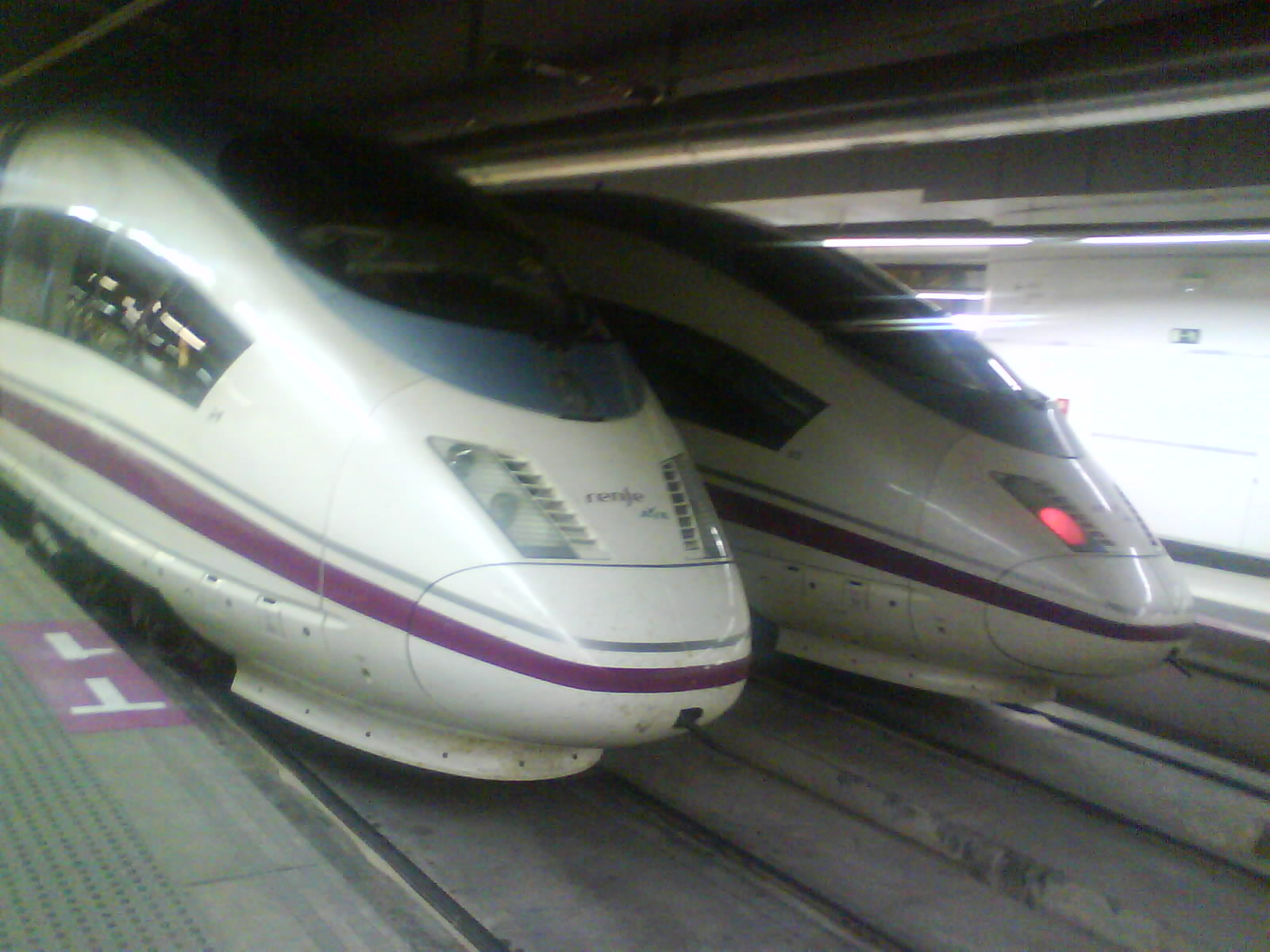
Siemens Velaro, pociąg wysokich prędkości na dworcu kolejowym Barcelona-Sants

Barcelona jest największym (wraz z Madrytem) węzłem głównego hiszpańskiego przewoźnika kolejowego RENFE. Barcelonę przecinają trzy trasy AVE – kolei dużych prędkości przystosowanych do prędkości ponad 300 km/h. Barcelona ma szybkie połączenia kolejowe z głównymi miastami w Hiszpanii, takimi jak Saragossa i Madryt na zachodzie, Malaga i Sewilla na południowym zachodzie, Walencja na południu (część trasy jest wciąż modernizowana) oraz szybkie połączenie z Francją na północy, gdzie łączy się z francuską siecią kolei dużych prędkości TGV.
Oprócz kolei dalekobieżnej, w mieście i aglomeracji działa także sieć kolei podmiejskiej Rodalies Barcelona. Połowa linii obsługiwana jest przez RENFE (w ramach Renfe Cercanías), a druga połowa jest obsługiwana przez FGC. Północno-wschodnie przedmieścia (w stronę Mataró) połączone są za pomocą linii kolejowej Barcelona-Mataró – Maçanet Massanes. Linia ta w większości przebiega wybrzeżem Morza Śródziemnego. Zachodnie przedmieścia (w głąb lądu) połączone są za pomocą linii kolejowej Barcelona – Ripoll oraz linii kolejowej Barcelona – Vallès. Południowe przedmieścia (w stronę Sitges) połączone są za pomocą linii kolejowej Barcelona-Vilanova – Valls. Linia ta w większości przebiega wybrzeżem Morza Śródziemnego.
Główny dworzec kolejowy miasta to Barcelona Sants. Drugim co do wielkości dworcem kolejowym Barcelony jest Barcelona Estació de França. Obecnie w budowie jest Barcelona-Sagrera, która ma przejąć wiele nowych połączeń międzynarodowych.

### Transport drogowy

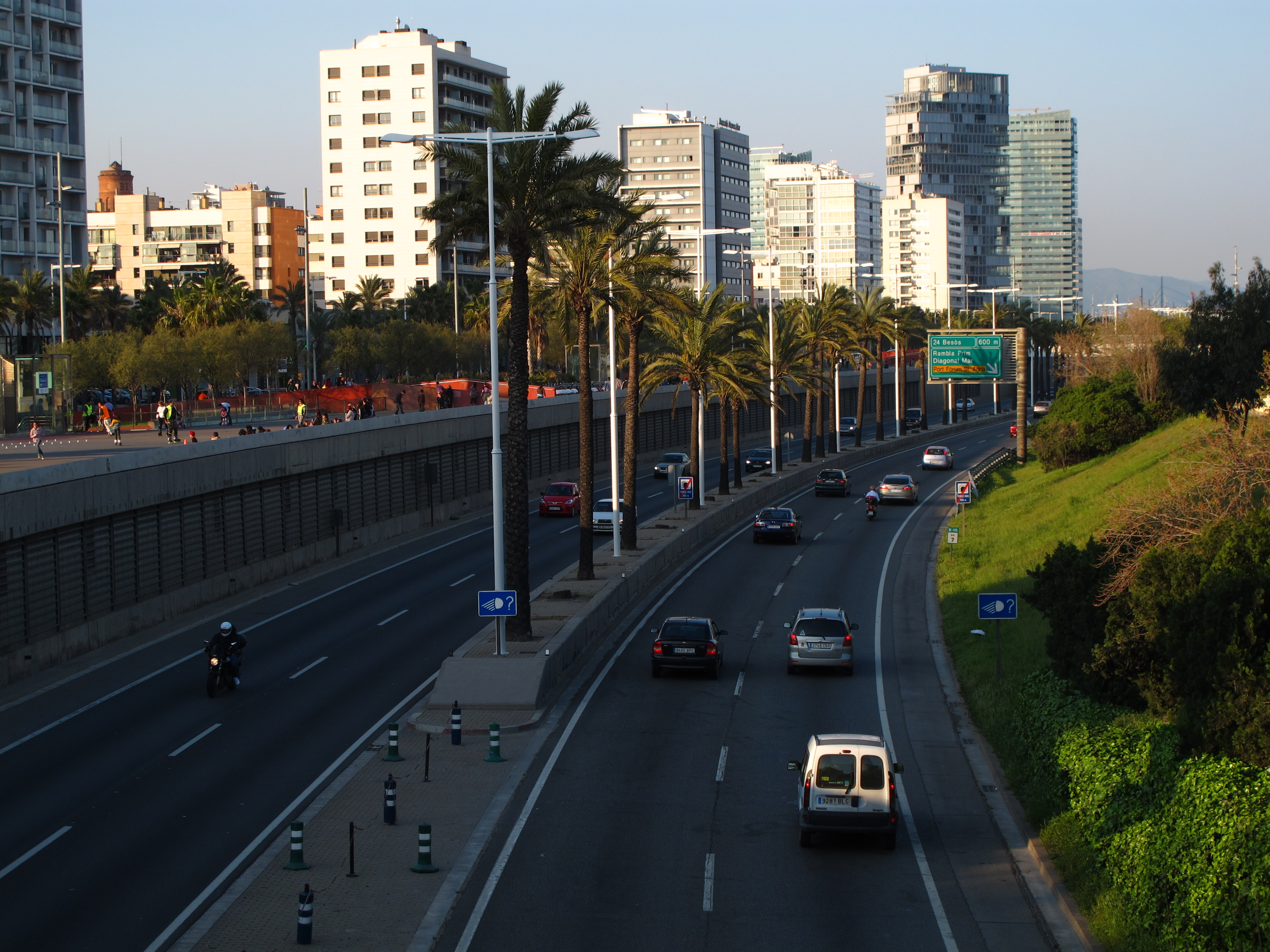
Obwodnica Ronda del Litoral (B-10)

Barcelonę przecinają trzy trasy międzynarodowe: E15 (Wielka Brytania ↔ Francja ↔ Hiszpania), E90 (Turcja ↔ Grecja ↔ Włochy ↔ Hiszpania ↔ Portugalia) i E9 (Hiszpania ↔ Francja). Barcelona, jak i jej obszar miejski posiada rozbudowaną sieć autostrad i dróg ekspresowych, m.in. A-2, A-7, C-16, C-17, C-31, C-32, C-33, C-58, C-60 rozchodzących się we wszystkich kierunkach.
Centrum miasta jest otoczone trzema obwodnicami w kształcie pierścienia: Ronda de Dalt (B-20), Ronda del Litoral (B-10) i Ronda del Mig (podzielone na dwie części: Travessera de Dalt i Gran Via de Carles III).

### Transport miejski
Barcelona i jej obszar miejski ma rozbudowaną sieć transportu publicznego, który obejmuje metro, sieć autobusów, sieci tramwajowe, kilka linii kolei linowej, sieć szybkiej kolei podmiejskiej oraz sieć korporacji taksówek. Wiele z tych sieci i linii tworzą system koordynowany przez konsorcjum Autoritat del Transport Metropolità (ATM). Transports Metropolitans de Barcelona (TMB) to główny operator publicznego transportu zbiorowego, który operuje większością linii metra, połową linii autobusowych, jedną linią tramwajową oraz dwoma kolejami linowymi.
Metro w Barcelonie powstało w 1924 roku i cały czas jest rozbudowywane. Obecnie ma ponad 123 km długości, 165 stacji i 11 linii. Większość linii obsługiwana jest przez TMB, kilka linii działa pod kontrolą przewoźnika kolejowego FGC.

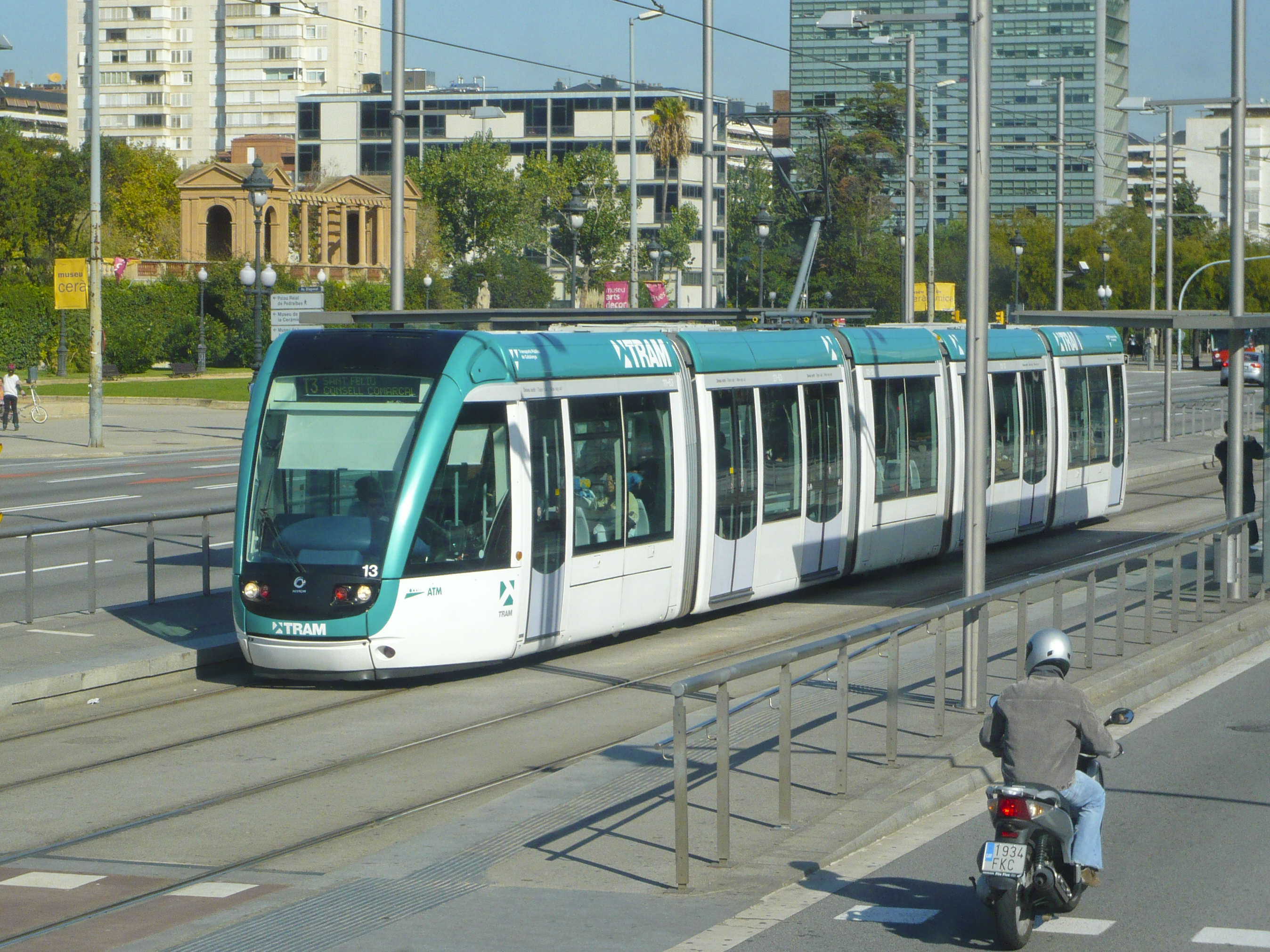
Tramwaj w Barcelonie

Barcelona ma trzy sieci tramwajowe. Dwie główne to Trambaix i Trambesòs mające łącznie około 30 km długości i 50 przystanków, obsługiwane są przez TramMet. Inną siecią jest Tramvia Blau (Niebieski Tramwaj), wykorzystujący historyczny tabor i jest obsługiwany przez TMB. Barcelona posiada także rozbudowaną sieć linii autobusowych o długości 2242 km, korzysta z nich 263,3 mln pasażerów rocznie. Istnieje 215 linii, oraz 11 głównych przewoźników. Największym przewoźnikiem autobusowym jest TMB mający łącznie 102 linie oraz Barcelona Bus Turístic, który obwozi pasażerów po wszystkich najważniejszych atrakcjach miasta, zatrzymując się na 44 przystankach, na których można kończyć lub zaczynać podróż. Barcelona i jej aglomeracja posiada kilka linii kolei linowej i kolei linowo-terenowej.
Miejskie taksówki mają czarno-żółte barwy i można je zatrzymać na ulicy lub zamawiać telefonicznie. W mieście funkcjonuje usługa publicznego systemu wypożyczania rowerów pod nazwą Bicing. Użytkownik mając swoją kartę użytkownika, może wziąć rower z jednej z ponad 400 stacji rozsianych po mieście i korzystać z niego i pozostawić go na innej stacji. Barcelona znalazła się na 13. miejscu na świecie w rankingu dotyczącym miast przyjaznym rowerzystom.

### Transport lotniczy
Barcelona jest dużym międzynarodowym węzłem transportu lotniczego, lotniska obsługujące miasto i jej obszar metropolitalny przyjęły w 2019 roku ponad 50 milionów pasażerów. Port lotniczy Barcelona–El Prat jest głównym lotniskiem Barcelony i Katalonii, leży około 10 km od centrum miasta. W 2017 obsłużył ponad 47,2 miliona pasażerów (52,7 mln w 2019 roku). Drugim co do ważności portem lotniczym w regionie jest Port lotniczy Girona, położony na północ od Barcelony, w 2017 roku obsłużył 2 miliony pasażerów. Trzecim portem lotniczym w tym regionie jest Port lotniczy Reus, położony na południe od Barcelony, w 2017 roku obsłużył 1 milion pasażerów.

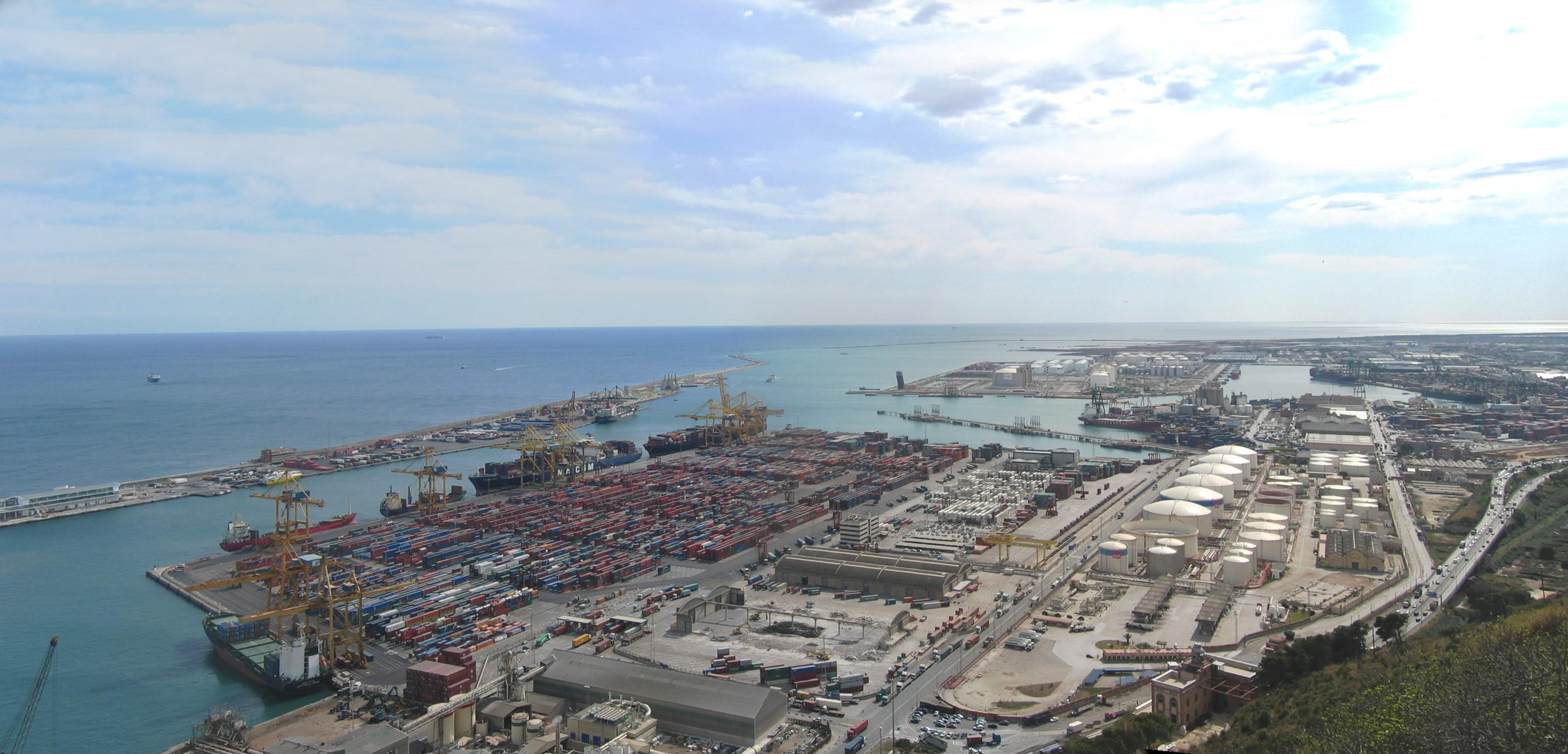
Widok na port handlowy

### Transport wodny
Port Barcelona to największy port Katalonii i jeden z największych portów w Europie oraz w basenie Morza Śródziemnego, przeładowujący ponad 40 milionów ton towarów i prawie 2 miliony kontenerów rocznie. Port Barcelona jest jednym z największych portów wycieczkowych Europy, obsługuje 3,6 miliona pasażerów rocznie. Powierzchnia portu wynosi ponad 10 km² i obejmuje port handlowy, kilka portów jachtowych, terminale pasażerskie oraz obiekty usługowe, handlowe i kulturalne.

## Zabytki i atrakcje turystyczne

### Lista światowego dziedzictwa UNESCO
Barcelona ma dziewięć obiektów z listy światowego dziedzictwa UNESCO: siedem dzieł architektonicznych Antoniego Gaudí oraz Szpital św. Pawła i Pałac Muzyki Katalońskiej. Ponadto w prowincji Barcelona znajduje się pięć innych obiektów światowego dziedzictwa UNESCO z grupy Śródziemnomorska sztuka skalna Półwyspu Iberyjskiego (ang. Rock Art of the Mediterranean Basin on the Iberian Peninsula) oznaczone kodami od 874-001 do 874-005.
| Nazwa i opis | Zdjęcie | Nazwa i opis | Zdjęcie |  |
| --- | ------- | --- | ------- |  |
| Park Güell (kod 320-001) – duży ogród z elementami architektonicznymi, zaprojektowany przez katalońskiego architekta Antoni Gaudíego. Park jest otoczony murem. Znajduje się w nim kilka budynków wzniesionych w latach 1900–1914. |         | Pałac Güell (kod 320-002) – pałac zaprojektowany przez Antoni Gaudíego dla inżyniera i przedsiębiorcy Eusebi Güella. Został zbudowany w latach 1886–1890. |         |  |
| Casa Milà (kod 320-003) – budynek powstały w latach 1906–1910 zaprojektowany przez Antoni Gaudíego, wygląda, jakby został zrobiony z jednego skalnego bloku. |         | Casa Vicens (kod 320-004) – budynek powstały w latach 1883–1888 zaprojektowany przez Antoni Gaudíego, wykazuje połączenie stylu neogotyckiego z neomauretańskim (arabskim). |         |  |
| Sagrada Família (kod 320-005) – secesyjny kościół budowany od 1882 roku. Jeden z symboli Barcelony. W 2010 roku papież Benedykt XVI konsekrował świątynię, podnosząc ją do godności bazyliki mniejszej. Obecnie ma wysokość 115 metrów i jest jednym z najwyższych kościołów świata. Docelowo ma mieć wysokość 170 metrów i być najwyższym kościołem. |         | Casa Batlló (kod 320-006) – budynek powstały w XIX wieku, przebudowany w latach 1904–1906 przez Antoniego Gaudíego. Jest bogato zdobiony, a na jego fasadę składają się liczne elementy nawiązujące do motywów zwierzęcych, takich jak: kości (forma balkonów), łusek (dach), rybie łuski (płytki pokrywające ściany). |         |  |
| Cripta de la Colonia Güell (kod 320-007) – mały kościółek zaprojektowany przez Antoniego Gaudíego zbudowany dla ludzi pracy z przedmieścia Barcelony. Z powodu braku funduszy nigdy nie został ukończony. |         | Śródziemnomorska sztuka skalna Półwyspu Iberyjskiego (kod 874-001/2/3/4/5) – pięć miejsc w prowincji Barcelona, gdzie istnieją prehistoryczne rysunki kopalniane. |         |  |
| Pałac Muzyki Katalońskiej (kod 804-001) – budynek z salą koncertową, jeden z najważniejszych zabytków katalońskiej secesji, zaprojektowany przez Lluís Domènech i Montaner. Zbudowany w latach 1905–1908. |         | Szpital św. Pawła (kod 804-002) – kompleks szpitalny budowany w latach 1902–1930 obejmujący budynek administracji i kilkanaście innych budynków połączonych podziemnymi korytarzami. |         |  |

### Pozostałe atrakcje
Oprócz obiektów z listy światowego dziedzictwa UNESCO oraz wielu obiektów kulturalnych takich jak muzea, galerie sztuki, teatry czy opery, Barcelona ma wiele innych atrakcji turystycznych:
| Nazwa i opis | Zdjęcie | Nazwa i opis | Zdjęcie |
| --- | ------- | --- | ------- |
| Plaça d’Espanya (Plac Hiszpański) – główny plac w Barcelonie, powstał w 1715 roku, przebudowany w 1915 roku. Znajdują się tu m.in. dwie 47-metrowe wieże weneckie, fontanna z rzeźbami Miquela Blaya oraz powstała w 1900 roku Plaça de toros de les Arenes, dawna arena byków obecnie działająca jako centrum handlowe. |         | Plaça de Catalunya (Plac Kataloński) – jeden z głównych placów w mieście i ważny węzeł komunikacyjny. W budynkach dookoła placu mieszczą się dziś hotele, eleganckie sklepy oraz siedziby ważnych instytucji finansowych. |         |
| Katedra w Barcelonie – gotycka katedra wzniesiona w kilku etapach w latach 1298–1420 na miejscu starszej świątyni wybudowanej przez Rzymian. Siedziba archidiecezji barcelońskiej. |         | Sagrat Cor – neogotycka bazylika mniejsza budowana w latach 1902–1961 na górze Tibidabo. Na szczycie istnieje posąg Jezusa spoglądający na miasto. |         |
| Bazylika Santa Maria del Mar – gotycki kościół wzniesiony w latach 1329–1383. |         | Kościół Santa Maria del Pi – gotycki kościół wzniesiony w latach 1319–1320. |         |
| Bazylika La Mercé – barokowa bazylika wzniesiona w latach 1765–1775. |         | Palau Reial Major (Pałac Królewski) – średniowieczny kompleks, był rezydencją hrabiów Barcelony, a później królów Aragonii. Składa się z trzech odrębnych budowli: Saló del Tinell zbudowany przez króla Piotra IV Aragońskiego w latach 1359–1362, Kaplica św. Agaty zbudowana przez Jakuba II Sprawiedliwego w latach 1302–1316 oraz Palau del Lloctinent zbudowany przez Karola V Habsburga w latach 1549–1557. |         |
| Zamek Montjuïc – zamek na wzgórzu Montjuïc, którego początki sięgają 1640 roku. |         | Palau Reial de Pedralbes – pałac z XVII wieku. W latach 1919–1931 był zamiejscową rezydencją hiszpańskiej rodziny królewskiej. Obecnie w pałacu znajduje się siedziba Unii Śródziemnomorskiej. |         |
| Poble Espanyol (Hiszpańskie Miasteczko) – muzeum architektury obejmujące całą przecznicę budynków zbudowanych wokół rynku, tworzy klimat starego hiszpańskiego miasteczka. |         | Barri Gòtic – średniowieczna dzielnica, centrum barcelońskiego Starego Miasta. |         |
| Pomnik Krzysztofa Kolumba – pomnik Krzysztofa Kolumba o wysokości 60 metrów znajdujący się pomiędzy deptakiem La Rambla a Port Vell. |         | Torre de Collserola – wieża radiowo-telewizyjna położona na wzgórzu Tibidabo. Łączna wysokość wieży wraz z anteną wynosi 288 metrów. Wieża służy głównie do odbioru sygnału radiowo-telewizyjnego jednakże na 152 metrze budynku zbudowano dostępną publicznie platformę obserwacyjną z której rozciąga się panorama Barcelony.                                                                                    |         |
| Obserwatorium Fabry (Observatori Fabra) – obserwatorium astronomiczne położone na wzgórzu Tibidabo na wysokości 415 m n.p.m. Zostało zbudowane w 1904 roku. |         | Castell dels Tres Dragons (Zamek Trzech Smoków) – budynek w kształcie zamku zbudowany w latach 1887–1888. Jeden z głównych budynków Expo 1888. |         |
| Pawilon barceloński – dawny pawilon niemiecki autorstwa Miesa van der Rohe zbudowany na wystawę światową Expo 1929 odbywającą się w Barcelonie. Jest demonstracją modernistycznego kształtowania przestrzeni, korzystającą z zasady wolnego planu oraz kontinuum przestrzennego.                                         |         | Font màgica – zespół fontann powstały w 1929 roku. Jest to miejsce widowiskowych spektakli artystycznych: woda – światło – dźwięk. Podczas pokazu w takt muzyki, z setek dysz fontanny wydobywają się strumienie wody o zmiennym ciśnieniu, tworząc rozmaite przestrzennie ukształtowane elementy i figury. |         |
| La Monumental – arena walk byków otwarta w 1914 roku. Ma pojemność 20 000 osób. |         | Plaza de toros de las Arenas – arena walk byków otwarta w 1900 roku. Przekształcona w centrum handlowe. |         |
| La Rambla – najsłynniejsza aleja Barcelony, łącząca pl. Kataloński (Plaça de Catalunya) z portem. Jest to szeroka, obsadzona platanami promenada. Znajduje się tu wiele barów i restauracji na wolnym powietrzu. |         | La Boqueria – XIX wieczna kryta hala targowa, będąca jedną z większych atrakcji miasta. |         |
| Arc de Triomf – łuk triumfalny, zbudowany w 1888 roku. Został zbudowany dla wystawy światowej Expo 1888, która odbyła się w Barcelonie. |         | Illa de la Discòrdia – kwartał zabytkowych budynków przy ulicy Passeig de Gràcia |         |

- Plaça Reial / Plaza Real – to placyk, gdzie pod arkadami znajduje się wiele kawiarenek. Plac zdobią centralnie położona fontanna i latarnie projektu Gaudiego, na placu znajduje się wiele palm.
- Passeig de Gràcia – pasaż Gracia jest jedną z głównych ulic handlowych i biznesowych miasta, na której zlokalizowanych jest kilka znanych projektów architektury.

W okolicach miasta na wzgórzu Montserrat znajduje się sławny klasztor. Wzdłuż wybrzeża Katalonii rozciągają się plaże Costa Brava (prowincja Girona) na północ od miasta (jeden z głównych regionów wypoczynkowych Europy) oraz Costa Dorada (głównie prowincja Tarragona) na południe od miasta.

### Plaże

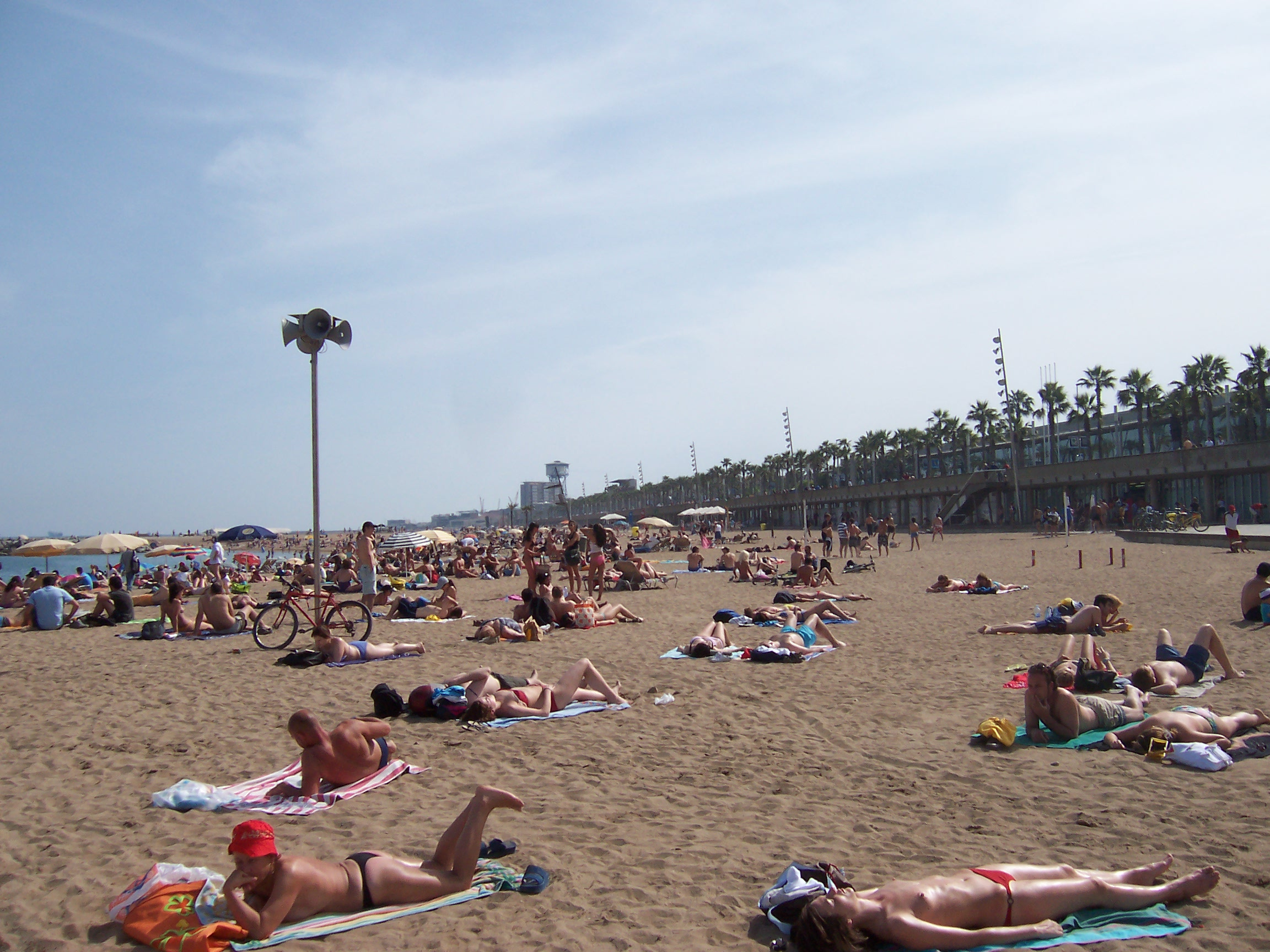
Plaża Barceloneta

Plaże w Barcelonie zostały skwalifikowane przez National Geographic oraz Discovery Channel jako najlepsze plaże miejskie na świecie. Barcelona ma dziewięć plaż o łącznej długości 4,4 km.
Barceloneta to najbardziej popularna plaża w mieście, ma długość 400 metrów. Innymi plażami są Bogatell (notowana w rankingu 46 najlepszych plaż na świecie według The Times) o długości 700 metrów, Sant Sebastià o długości 660 metrów, Somorrostro o długości 500 metrów, Mar Bella również o długości 500 m, Sant Miquel o długości 440 metrów, Nova Mar Bella również o długości 420 m, Nova Icària o długości 400 m oraz Llevant o długości 375 m.

### Parki

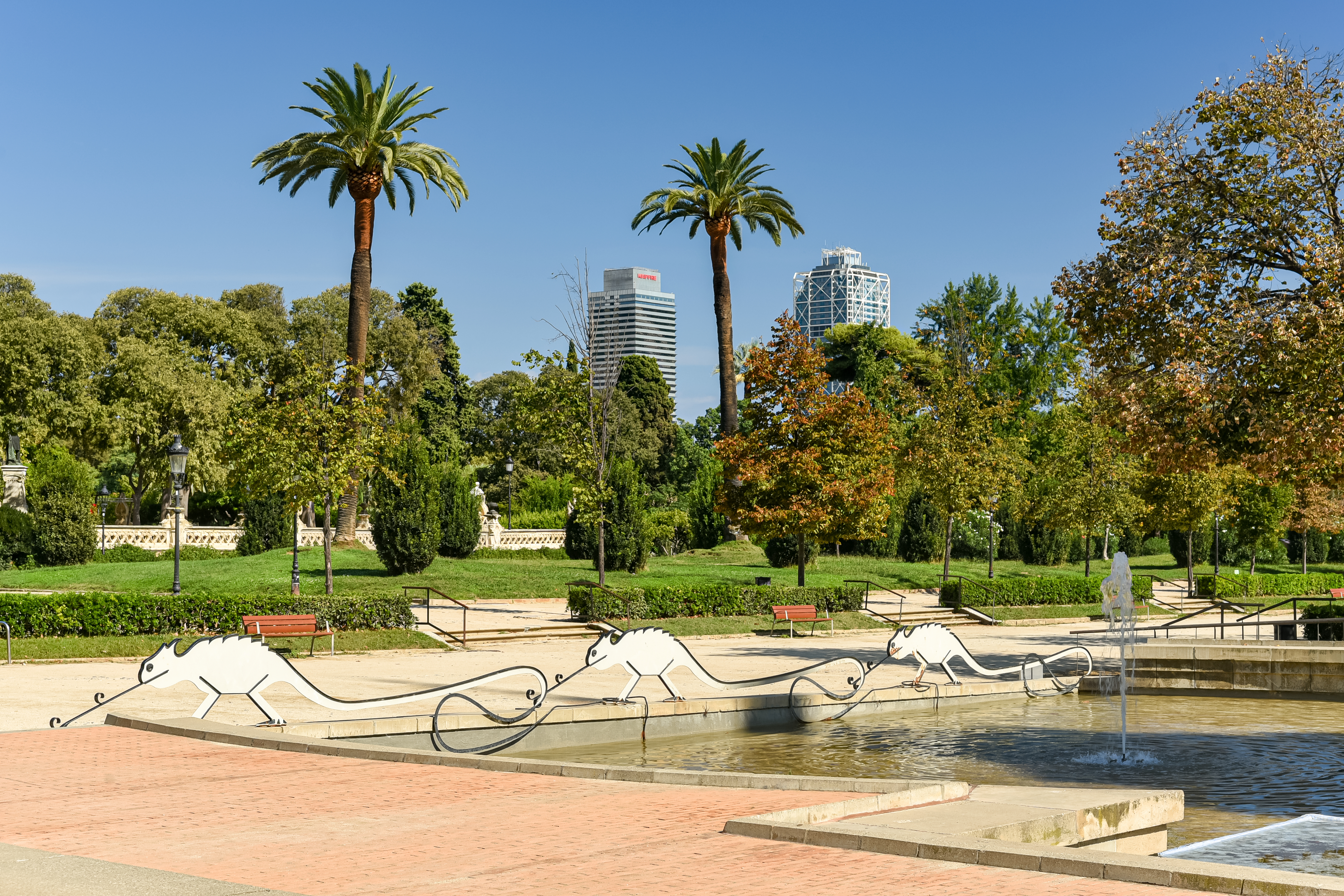
Parc de la Ciutadella

Barcelona ma 85 parków o łącznej powierzchni 559,5 ha Ponadto w mieście i na obrzeżach miasta rozciąga się Parc de Collserola, naturalny park leśny o powierzchni 8295 ha, z czego w samym granicach administracyjnych miasta znajduje się 1795 ha.
Do największych parków miejskich należą: Parc de Montjuïc (196 ha), Parc de la Ciutadella (31 ha), Parc del Guinardó (19 ha), Park Güell (17.2 ha), Parc del Castell de l’Oreneta (17.2 ha), Parc de Diagonal Mar (14.3 ha), Parc Central de Nou Barris (13.2 ha), Parc del Poblenou (11.9 ha), Parc Esportiu de Can Dragó (11.9 ha) i Jardí Botànic de Barcelona (Barceloński Ogród Botaniczny, 10.9 ha). Jednym z ciekawszych parków jest Parc del Laberint d’Horta, w formie labiryntu.
W Barcelonie znajduje się również ogród zoologiczny oraz największe akwarium i oceanarium w Europie – L’Aquàrium de Barcelona, zawierające 8000 ryb w tym 11 rekinów w basenach wypełnionych 4 milionami litrów wody morskiej, które można oglądać m.in. z 80 metrowego podwodnego szklanego tunelu. W aglomeracji znajduje się również morski park rozrywki – Marineland Catalunya.
Parc d'Atraccions del Tibidabo (Park Atrakcji Tibidabo) obejmuje m.in. wesołe miasteczko, kino i muzeum automatów. O godzinę jazdy od Barcelony jest oddalone największe wesołe miasteczko w Hiszpanii i szóste w Europie – Port Aventura, które odwiedza ponad 3.5 mln osób rocznie. Na obrzeżach miasta znajduje się także park miniatur Catalunya en Miniatura.

## Administracja

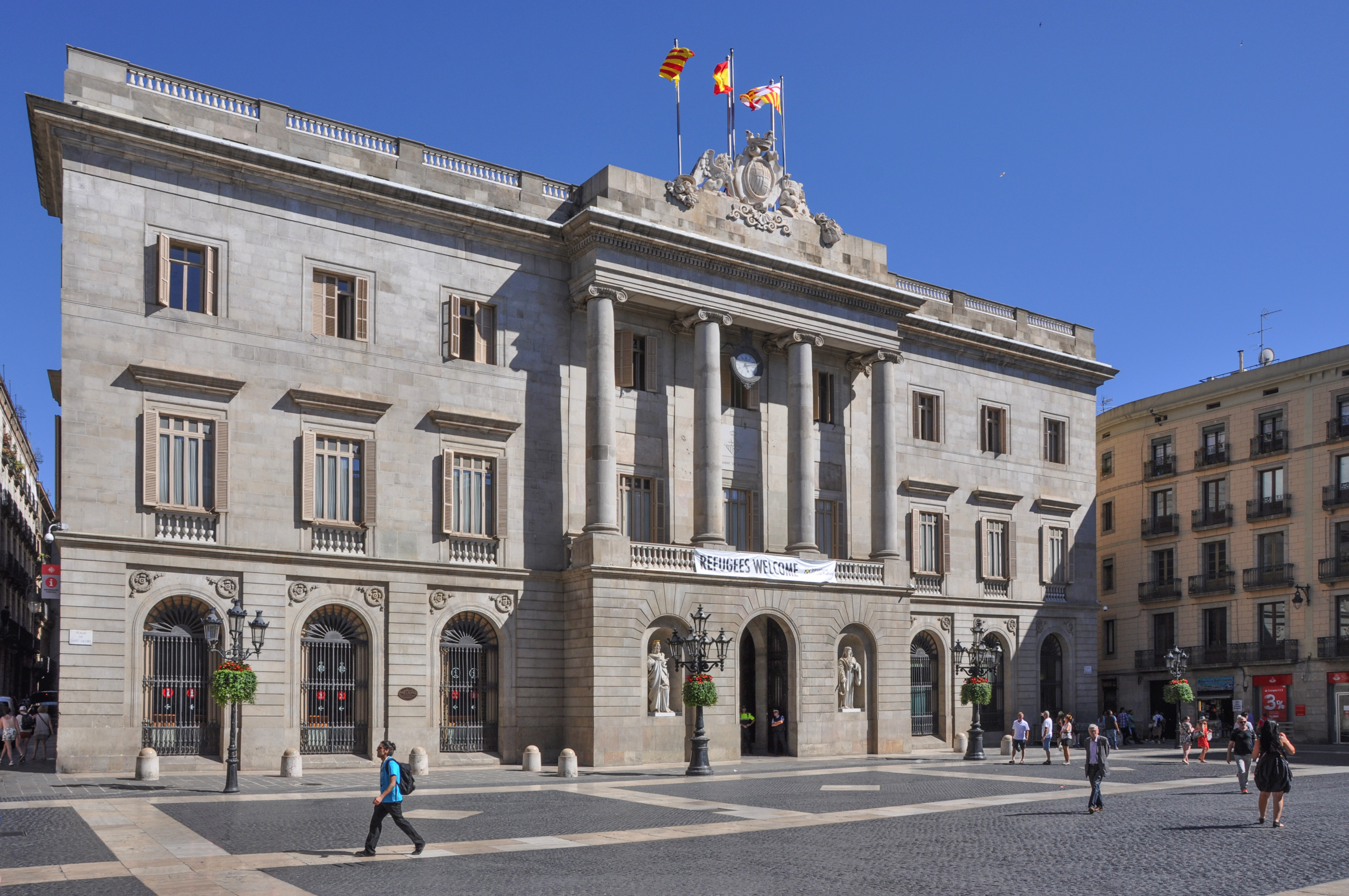
Budynek rady miejskiej Barcelony.

Jako stolica wspólnoty autonomicznej Katalonii, Barcelona jest siedzibą Generalitat de Catalunya, rządu katalońskiego – władzy wykonawczej, parlamentu i Sądu Najwyższego Katalonii. Miasto jest także stolicą prowincji Barcelona i comarki Barcelonés.

### Rada miasta i burmistrz
Barcelona jest zarządzana przez radę miasta składającą się z 41 radnych, wybieranych na czteroletnią kadencję w wyborach powszechnych. Jako jeden z dwóch największych miast w Hiszpanii, Barcelona ma specjalne prawa regulowane przez Carta Municipal. Karta ta daje szersze uprawnienia burmistrza, rozszerza kompetencje rady miejskiej w takich dziedzinach jak telekomunikacja, ruch miejski, bezpieczeństwo drogowe czy bezpieczeństwo publiczne, a także daje Radzie Miasta prawo weta w sprawach, które zostaną ustalone przez rząd centralny Hiszpanii. Burmistrzem Barcelony jest Ada Colau i Ballano, rzeczniczka lewicowo-ekologicznego ruchu obywatelskiego Barcelona en comú, który zdobył najwięcej mandatów w Radzie miasta w wyborach samorządowych w 2015 roku.

### Podział administracyjny

Dzielnice i przedmieścia Barcelony

Od 1997 roku Barcelona jest podzielona na 10 dzielnic (hiszp. distrito, kat. districte):
- Ciutat Vella
- Eixample
- Sants-Montjuïc
- Les Corts
- Sarrià-Sant Gervasi
- Gràcia
- Horta-Guinardó
- Nou Barris
- Sant Andreu
- Sant Martí

## Kultura

### Teatr, muzyka i kino

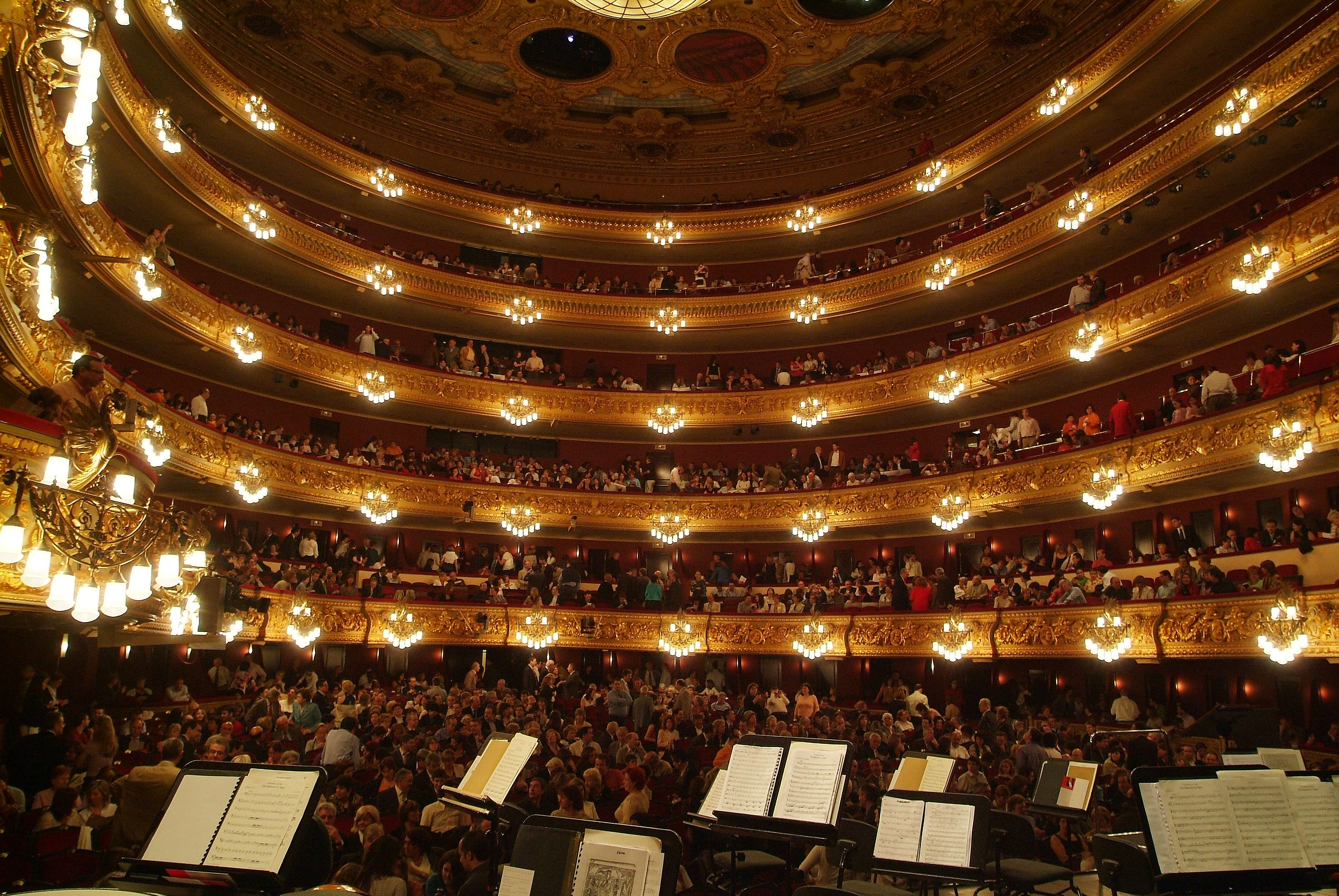
Wnętrze teatro-opery Gran Teatre del Liceu.

W Barcelonie znajduje się wiele teatrów, w tym światowej sławy teatro-opera Gran Teatre del Liceu otwarty w 1847 roku. Innymi ważniejszymi teatrami są Teatre Nacional de Catalunya (Kataloński Teatr Narodowy), Teatre Lliure, Coliseum czy Teatre Grec (teatr na wolnym powietrzu). Teatre Principal (Teatr Główny) jest jednym z najstarszych teatrów nowożytnych w Europie, początki teatru sięgają 1596 roku, jednakże przez lata zmieniała się siedziba teatru.
W Barcelonie znajduje się wiele kin, w tym kino trójwymiarowe IMAX.
Barcelona jest siedzibą dla Orquestra Simfònica de Barcelona i Nacional de Catalunya (skrótowo znana jako OBC) – największej orkiestry symfonicznej w Katalonii wykonującej około 75 koncertów w sezonie. Co roku w Pałacu Muzyki Katalońskiej odbywa się Międzynarodowy Konkurs Muzyczny im. Marii Canals. Na Stadionie Olimpijskim o pojemności 55 000 widzów rozegrano kilkadziesiąt większych koncertów muzycznych gwiazd światowej klasy. Największą halą koncertową jest Palau Sant Jordi mogąca pomieścić na koncertach 20 000 widzów, na której również odbyło się kilkadziesiąt koncertów muzycznych gwiazd światowej klasy. W Barcelonie obywa się regularnie kilka większych festiwali muzycznych, np. Primavera Sound na który w 2013 roku przyjechało 170 000 osób, Sónar (trzydniowy festiwal muzyki elektronicznej i nie tylko), Festival Cruïlla Barcelona na który w 2014 roku przyjechało 30 000 osób czy Telecogresca. Co jakiś czas odbywa się tu festiwal muzyki rockowej Sonisphere Festival.

### Muzea i galerie

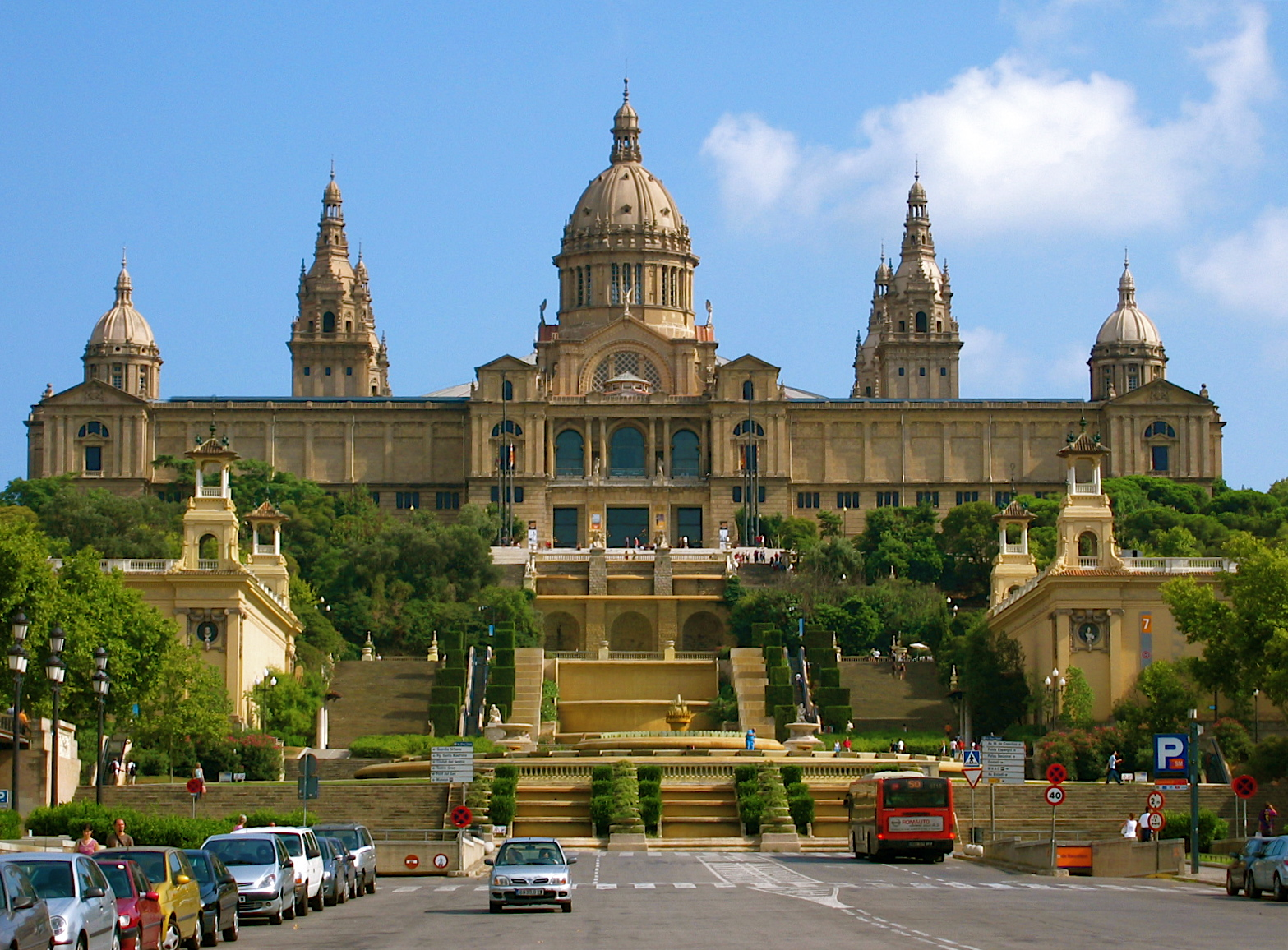
Museu Nacional d’Art de Catalunya

W Barcelonie znajduje się wiele muzeów, które dotyczą różnych dziedzin i epok. Jednym z największych jest Museu Nacional d’Art de Catalunya (Muzeum Narodowe Katalonii), które posiada m.in. kolekcję sztuki romańskiej, gotyckiej, renesansu i baroku. Museu d’Art Contemporani de Barcelona koncentruje się na sztuce katalońskiej i hiszpańskiej po 1945 roku. Muzea sztuki takie jak Fundació Joan Miró, Muzeum Picassa czy Fundació Antoni Tàpies wystawiają kolekcje tych znanych na całym świecie artystów. Kilka muzeów obejmuje dziedziny historii i archeologii, takie jak Museu Barbier-Mueller d’Art Precolombí wystawiające kolekcję sztuki pierwotnych (prekolumbijskich) mieszkańców Ameryki Łacińskiej oraz inne, np. Museu d’Història de Barcelona (Muzeum Historii Barcelony) czy Museu d’Arqueologia de Catalunya (Muzeum Archeologiczne Katalonii). Znajduje się tu także Museo Marítimo – muzeum morskie, które ukazuje 700-letnią historię barcelońskiej żeglugi oraz Museu de Ciències Naturals de Barcelona – muzeum nauk przyrodniczych. Muzeum nauki CosmoCaixa Barcelona w 2006 uzyskało tytuł najlepszego muzeum Europy. W aglomeracji Barcelony znajduje się kilka muzeów, m.in. Museo de Montserrat posiadające zabytki z całej 1000-letniej historii klasztoru oraz bogatą kolekcję dzieł hiszpańskich i europejskich mistrzów malarstwa oraz Biblioteca Museu Víctor Balaguer czy Museo Cau Ferrat.

## Oświata i nauka

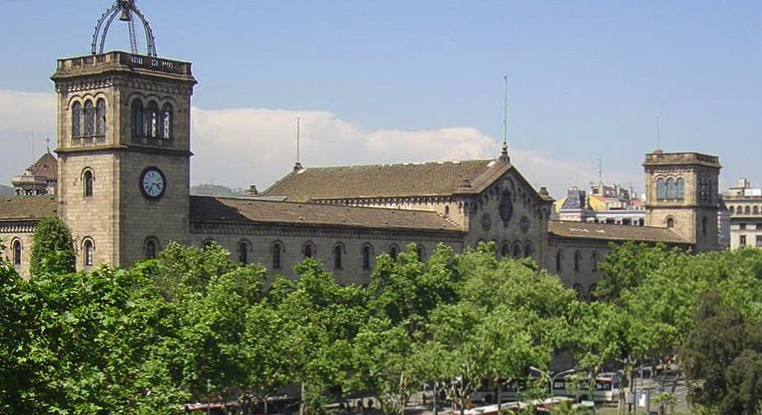
Historyczny budynek Uniwersytetu Barcelońskiego

Barcelona jest jednym z największych ośrodków akademickich w Południowej Europie. Na samych tylko uniwersytetach studiuje prawie ćwierć miliona studentów. Znajduje się tu Uniwersytet Barceloński – jeden z najstarszych uniwersytetów na świecie, założony w 1450 roku. Znajduje się tu także szereg innych publicznych uniwersytetów, np. Uniwersytet Pompeu Fabry, Universitat Politècnica de Catalunya, Uniwersytet Autonomiczny, Królewska Katalońska Akademia Sztuk Pięknych założona w 1775 roku, Universitat Oberta de Catalunya (The Open University) czy uniwersytetów prywatnych, np. Universitat Internacional de Catalunya, Uniwersytet Rajmunda Llulla, Universitat Abat Oliva CEU.
Istnieje także wiele uczelni nie będących uniwersytetami. IESE Business School, Toulouse Business School oraz ESADE Business School zaliczane są do najlepszych uczelni ekonomicznych na świecie. Istnieją także uczelnie kierunkowe, np. uczelnia muzyczna Escola Superior de Música de Catalunya.
W rankingu najlepszych miast dla studentów Barcelona uplasowała się na 24. miejscu na świecie.
Biblioteca de Catalunya jest biblioteką narodową powstałą w 1907 roku, mającą 1500 metrów półek z otwartym dostępem dla ludzi, około 20 000 woluminów i około 3 mln dokumentów.
Institut d’Estudis Catalans (IEC) jest instytutem / akademicką korporacją naukowo-kulturalną prowadzącą badania naukowe dotyczące wszystkich elementów katalońskiej kultury.
Centro Nacional de Supercomputación to Narodowe Centrum Superkomputerów, znajduje się w nim superkomputer MareNostrum. Na przedmieściach zlokalizowany jest synchrotron ALBA.
Barcelona jest jednym z centrów Węzła Wiedzy i Innowacji (Sustainable Energy)
Europejskiego Instytutu Technologicznego. W projekcie uczestniczą też uczelnie i przedsiębiorstwa z Niemiec, Holandii, Francji, Polski i Szwecji. Udział w projekcie pozwala na tworzenie zupełnie nowych technologii i ich transfer do biznesu. Na badania wykorzystywane w biznesie przypadnie 120 mln euro rocznie. Dzięki pieniądzom z EIT pojawia się możliwość transferu technologii do biznesu na ogromną skalę.

## Sport

### Obiekty sportowe

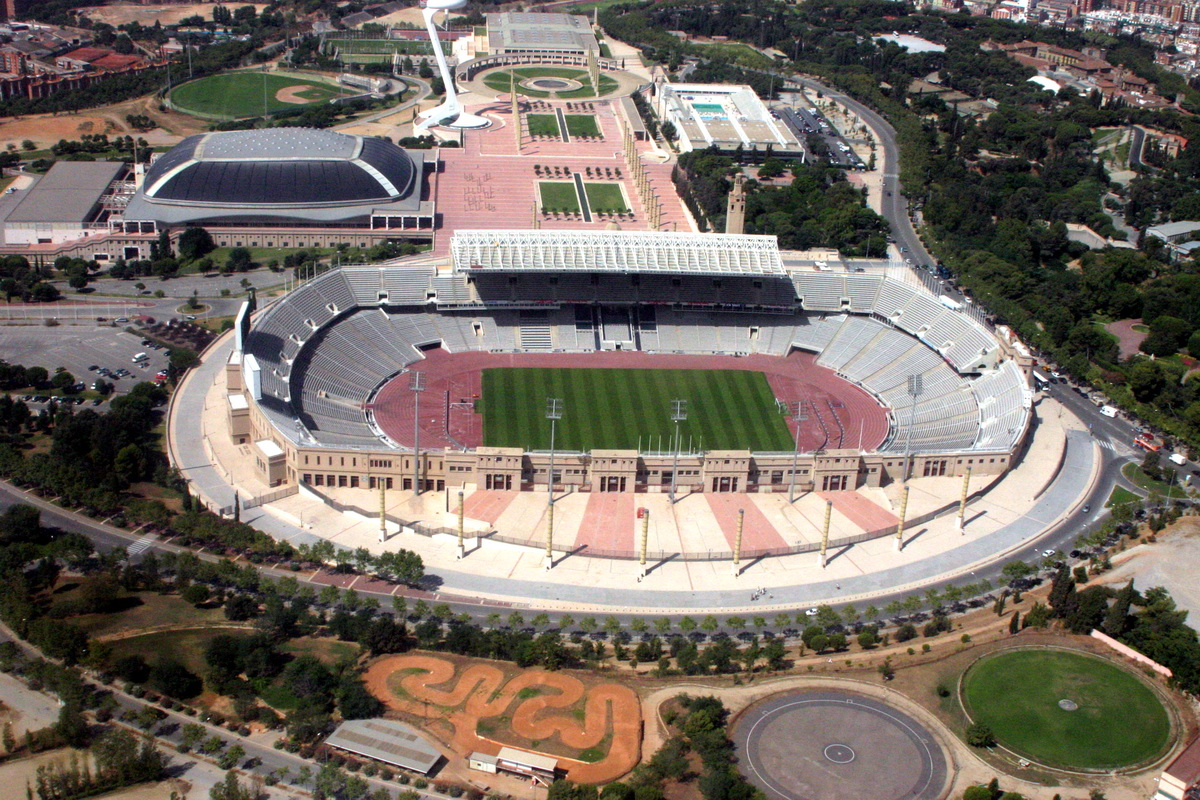
Stadion Olimpijski wybudowany dla nieodbytych w Barcelonie Igrzysk Olimpijskich w 1936 roku, główna arena Igrzysk Olimpijskich w 1992 roku.

Barcelona posiada bogatą infrastrukturę sportową, w postaci stadionów, hal sportowych, kortów tenisowych, basenów oraz innych obiektów sportowych, jak również licznych terenów rekreacyjnych. Największym stadionem Barcelony, jak również Hiszpanii i Europy jest Camp Nou o pojemności prawie 100 000 osób. Rozgrywa tu swoje mecze FC Barcelona, zarówno w lidze hiszpańskiej, jak i europejskiej Lidze Mistrzów. Stadion ma najwyższą klasę według klasyfikacji UEFA. Drugim pod względem wielkości stadionem jest Estadi Olímpic Lluís Companys o pojemności 56 000 widzów. Jest to stadion typu olimpijskiego dla imprez lekkoatletycznych, jak i piłkarskich. Stadion został wybudowany dla nieobytych Igrzysk Olimpijskich w 1936 roku nazwanych Olimpiadą Ludową jako alternatywa do igrzysk w nazistowskim Berlinie. Stadion ten również ma najwyższą klasę według klasyfikacji UEFA. Estadi Cornellà-El Prat to stadion klubu RCD Espanyol Barcelona o pojemności ponad 40 000 widzów. Znajduje się tu również szereg mniejszych stadionów.
Palau Sant Jordi jest największą halą sportową, jej pojemność wynosi 13 000-17 000 podczas imprez sportowych i 20 000 podczas koncertów. Drugą co do wielkości halą sportową jest Palau Blaugrana, arena sekcji koszykarskiej, piłki ręcznej, hokeja na rolkach oraz futsalu klubu FC Barcelony, ma pojemność 7500 widzów. Na przedmieściach znajduje się Palau Municipal d’Esports de Badalona o pojemności 12 000 widzów. Znajduje się tu również szereg mniejszych hal sportowych. W aglomeracji Barcelony znajduje się tor Formuły 1 – Circuit de Barcelona-Catalunya o pojemności 107 000 widzów.

### Kluby sportowe

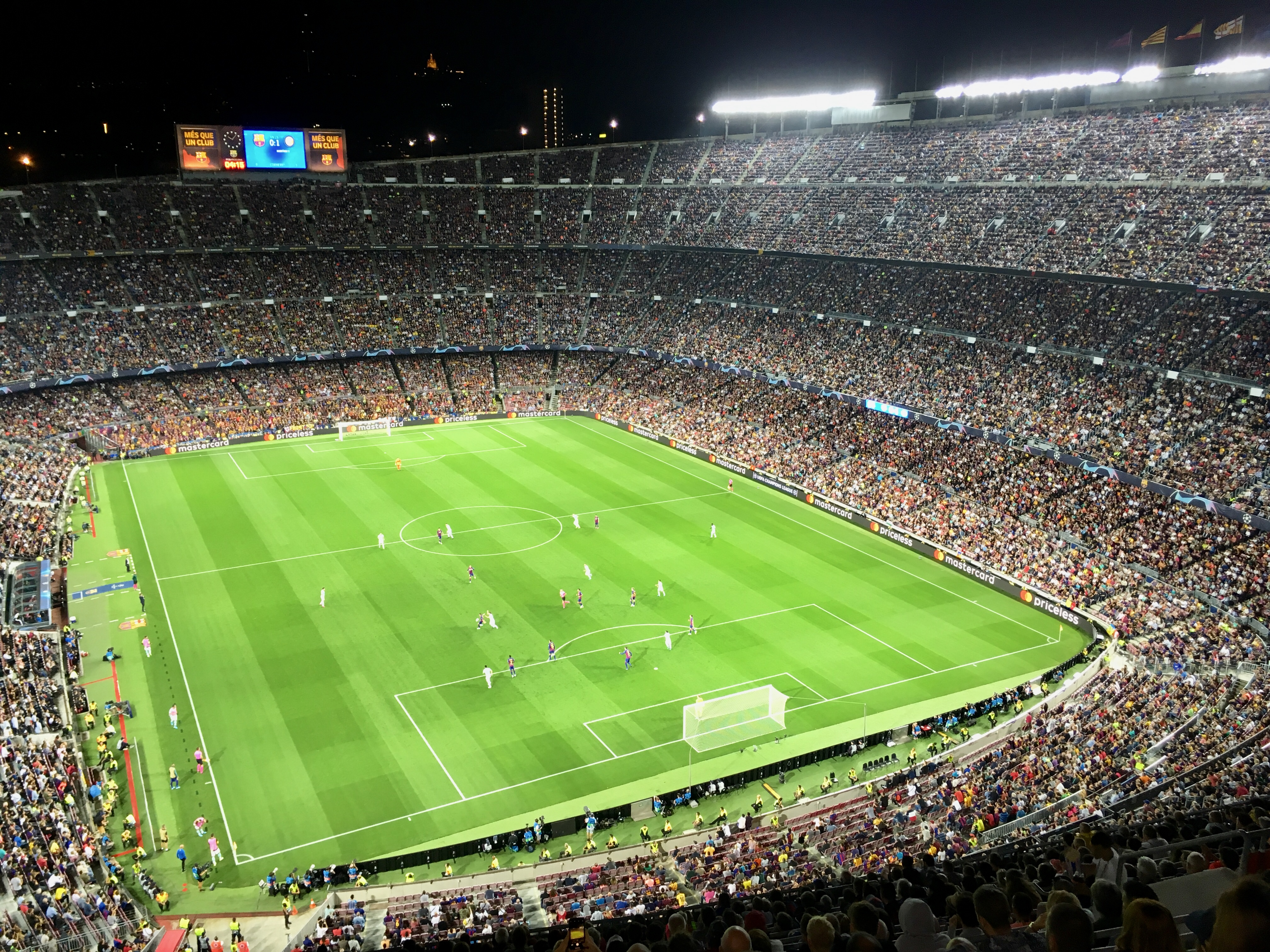
Camp Nou – stadion klubu FC Barcelona, największy stadion Europy

Największym klubem piłkarskim miasta jest FC Barcelona, założona w 1899 roku. Jest to m.in. 26-krotny mistrz i 24-krotny wicemistrz Hiszpanii, 31-krotny zdobywca Pucharu Hiszpanii, 13-krotny zdobywca Superpucharu Hiszpanii, 5-krotny mistrz i 3-krotny wicemistrz Ligi Mistrzów UEFA, 4-krotny zdobywca Pucharu Zdobywców Pucharów oraz 5-krotny zdobywca Superpucharu Europy. Drugim co do wielkości klubem jest RCD Espanyol Barcelona, powstały w 1900 roku. Kilka razy zdobył Puchar Hiszpanii i wielokrotnie był finalistą. Dwukrotny finalista Ligi Europy. Jednokrotny mistrz Hiszpanii w piłce nożnej kobiecej. Czterokrotnie był na trzecim miejscu w Primera División, hiszpańskiej ekstraklasie. Innym klubem piłkarskim w mieście jest CE Europa, założony w 1907 roku. Występuje w czwartej lidze. Dwa razy grał w finałach Pucharu Hiszpanii. Oprócz klubów piłki nożnej, w mieście funkcjonuje wiele klubów innych dyscyplin sportowych. Klub koszykarski FC Barcelona to 18-krotny Mistrz Hiszpanii, 25-krotny zdobywca Pucharu Hiszpanii, dwukrotny mistrz Ligi Europejskiej oraz zdobywca Pucharu Interkontynentalnego. Klub piłki ręcznej FC Barcelona, jak również inne, np. klub hokejowy FC Barcelona, klub rugby FC Barcelona, klub futsalowy FC Barcelona, klub hokeja na rolkach FC Barcelona również mają osiągnięcia w rozgrywkach krajowych i europejskich. Barcelona Dragons to były utytułowany klub futbolu amerykańskiego, obecnie w rejonie Barcelony funkcjonują trzy kluby: Barcelona Búfals, Badalona Dracs i L’Hospitalet Pioners.

### Imprezy sportowe

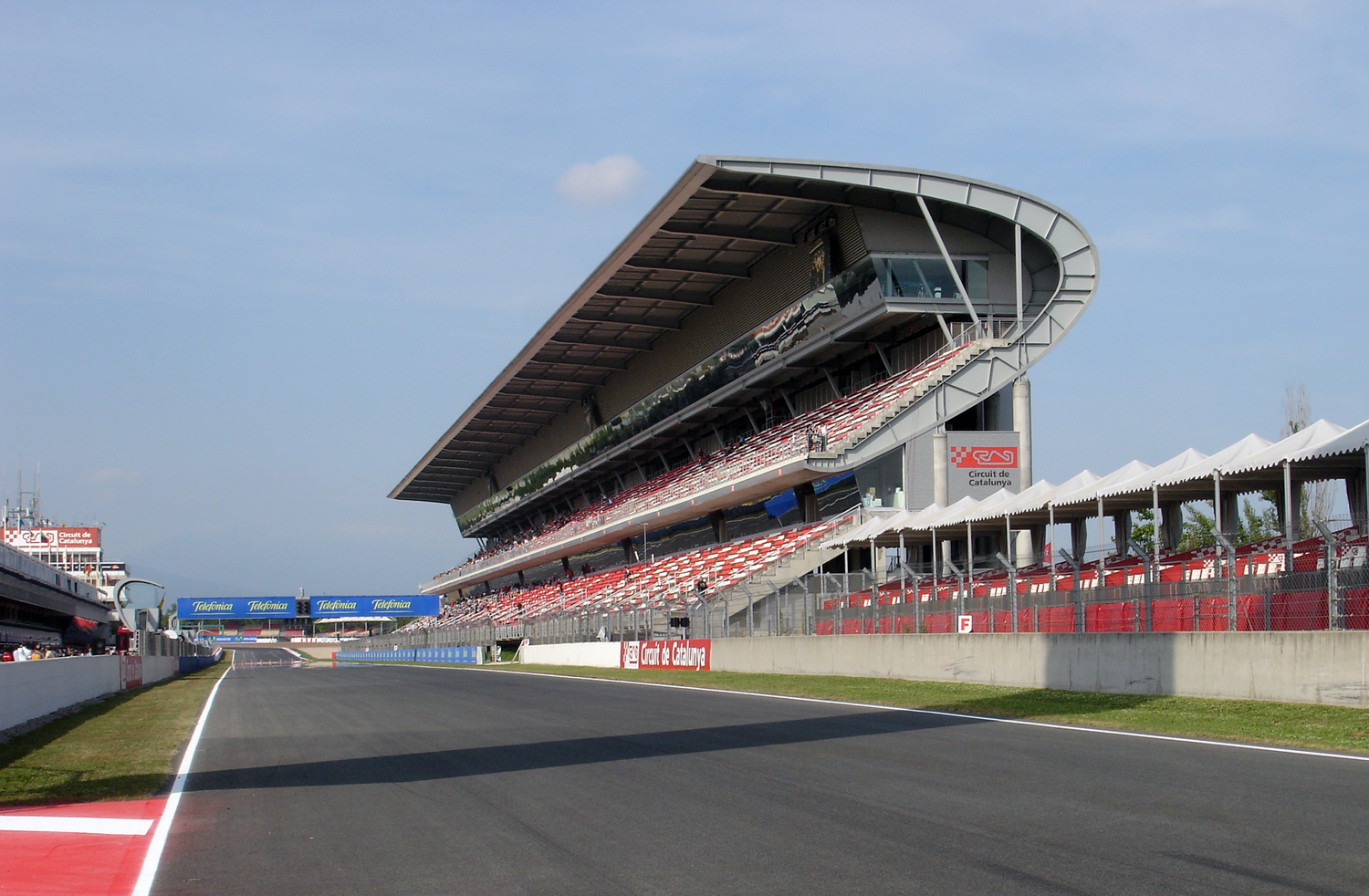
Tor Formuły 1 Circuit de Barcelona-Catalunya

W Barcelonie odbyły się Letnie Igrzyska Olimpijskie 1992 oraz kilkadziesiąt innych imprez o znaczeniu Europejskim lub światowym. Co roku w mieście organizowanych jest wiele imprez sportowych o znaczeniu międzynarodowym, w tym kilka biegów ulicznych, np. Maratón de Barcelona (Maraton Barceloński) o dystansie 42 195 km, w 2012 wystartowało 16 216 uczestników; Cursa de Bombers o dystansie 10 km, w 2010 roku wystartowało 18 014 uczestników, wyścig ma status IAAF Bronze Label Road Race; Cursa El Corte Inglés o dystansie 11 km, w 2013 roku wystartowało 83 410 uczestników. Barcelona Open to coroczny międzynarodowy turniej tenisowy z cyklu ATP World Tour 500. W latach 2007–2012 rozgrywany był także tenisowy turniej kobiecy cyklu WTA Tour, Barcelona Ladies Open. Na torze Circuit de Barcelona-Catalunya co roku odbywają się zawody mistrzostw świata Formuły 1 i kilka mniejszych zawodów. W prowincji Barcelona co roku odbywa się Aerosport, air show, na którym pokazywane są akrobacje lotnicze. Barcelona World Race to międzynarodowy wyścig jachtów dookoła ziemi, rozpoczynający się i kończący się w Barcelonie.
Barcelona wraz z ośrodkami sportów zimowych w Pirenejach (m.in. z La Moliną) kandydowała do organizacji Zimowych Igrzysk Olimpijskich w 2022 roku. W planach ceremonia otwarcia i zamknięcia oraz sporty halowe odbyłyby się w Barcelonie, natomiast dyscypliny alpejskie odbyłyby się w górach. Jednakże z powodu kryzysu Barcelona wycofała kandydaturę i rozważała ponowne zgłoszenie 4 lata później, na Zimowe Igrzyska Olimpijskie 2026.

## Miasta partnerskie
Miasta partnerskie Barcelony w kolejności chronologicznej:
| - Montpellier, Francja, 1963 - Monzón, Hiszpania, 1969 - Rio de Janeiro, Brazylia, 1972 - Monterrey, Meksyk, 1977 - Boston, Stany Zjednoczone, 1983 - Pusan, Korea Południowa, 1983 - Kolonia, Niemcy, 1984 - São Paulo, Brazylia, 1985 - Montevideo, Urugwaj, 1985 - Sankt Petersburg, Rosja, 1985 - Hawana, Kuba, 1993 - Kobe, Japonia, 1993 | - Antwerpia, Belgia, 1997 - Stambuł, Turcja, 1997 - Tel Awiw, Izrael, 1998 - Gaza, Palestyna, 1998 - Dublin, Irlandia, 1998 - Ateny, Grecja, 1999 - Isfahan, Iran, 2000 - Sarajewo, Bośnia i Hercegowina, 2000 - Valparaíso, Chile, 2001 - Szanghaj, Chińska Republika Ludowa, 2001 - Dubaj, ZEA, 2006 - Turyn, Włochy, 2008 |